# Alpini
Gli Alpini sono le truppe da montagna altamente specializzate dell'Esercito Italiano, come lo erano per il Regio Esercito. Il termine nella sua duplice accezione indica in senso stretto una specialità dell'arma di fanteria (in particolare fucilieri e mortaisti), e in senso lato l'intero Corpo degli Alpini, che nel corso degli anni ha gradualmente incluso tutte le analoghe specialità delle Armi di artiglieria, Genio e Trasmissioni, Corpo automobilistico, Sanità ecc., parimenti destinate a operare sui terreni montani. Queste truppe oggi sono organizzate sostanzialmente su due brigate operative, inquadrate nel Comando Truppe Alpine specializzate in attività come incursioni, imboscate, interdizioni d'area, svolte in ambienti non permissivi e montani, con addestramenti anche al combattimento nei centri abitati, al combattimento e movimento in alta montagna, sia ambiente innevato che ambiente estivo, alla capacità di operare su roccia e su sci anche in condizioni estreme, alla resistenza a cattura e interrogatori, all'avio ed elitrasporto.
Costituiti con regio decreto il 15 ottobre 1872 a Napoli, gli Alpini propriamente detti sono il più antico Corpo di Fanteria da montagna attivo nel mondo, originariamente creato per proteggere i confini montani settentrionali dell'Italia con Francia, Impero austro-ungarico e Svizzera. Nel 1888 gli Alpini furono inviati alla loro prima missione all'estero, in Africa, continente nel quale sono tornati più volte nella loro storia, per combattere le guerre coloniali del Regno d'Italia.
Si sono distinti durante la prima guerra mondiale, quando furono impiegati nei combattimenti al confine nord-est con l'Austria-Ungheria, dove per tre anni dovettero confrontarsi con le truppe regolari e da montagna austriache e tedesche, rispettivamente Kaiserschützen e Alpenkorps, lungo tutto il fronte italiano. Durante la seconda guerra mondiale, gli alpini combatterono nell'ambito delle forze dell'Asse principalmente nei Balcani (nel difficile teatro greco-albanese) e sul fronte orientale, dove, anziché essere impegnati nel Caucaso come inizialmente previsto, presero parte alla prima battaglia difensiva del Don e successivamente alla ritirata e disfatta dell'inverno 1942-1943. A diversi reggimenti degli Alpini coinvolti nella campagna italiana di Russia fu attribuita la medaglia d'oro al valor militare. Nel 1990, con la riorganizzazione dell'Esercito Italiano alla fine della guerra fredda, tre delle cinque brigate alpine e molte unità di supporto furono sciolte. Più recentemente, gli Alpini sono stati impegnati nella guerra in Afghanistan.

## Storia

### Origini del Corpo Alpino
Svariati corpi sono stati considerati precursori ideali degli Alpini, da unità militari romane come la legio iulia alpina e la cohorte montanorum ai cacciatori delle Alpi impegnati come volontari garibaldini nella seconda e nella terza guerra d'indipendenza. Tuttavia, a Risorgimento compiuto, non esistevano forze specifiche organizzate dallo Stato alla difesa dei valichi alpini. Durante la riorganizzazione dell'esercito italiano iniziata a seguito del successo prussiano nella guerra contro la Francia, venne varata la "riforma Ricotti" voluta dal generale e ministro della Guerra Cesare Francesco Ricotti-Magnani, che prevedeva una ristrutturazione delle forze armate condotta sul modello prussiano, basata sull'obbligo generale ad un servizio militare di breve durata, in modo tale da sottoporre all'addestramento militare tutti gli iscritti alle liste di leva fisicamente idonei, abolire la surrogazione e trasformare l'esercito italiano in un esercito-numerico, espressione delle potenzialità umane della nazione.
(Nicola Marselli in "Avvenimenti del 1870-1871")

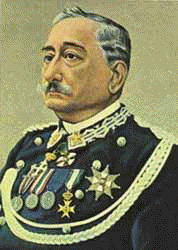
Giuseppe Perrucchetti, il "padre" degli Alpini

Nel fervore innovativo in seno alla gestione Ricotti venne affrontato anche il problema della difesa dei valichi alpini. Fino ad allora si era ritenuto che una reale difesa dei valichi fosse impossibile e che un eventuale invasore dovesse essere ostacolato dagli sbarramenti fortificati delle vallate, ma definitivamente fermato solo nella pianura Padana. Questa tattica avrebbe lasciato completamente sguarniti tutti i passi alpini dal Sempione allo Stelvio e tutto il Friuli, cioè la più diretta e potente linea d'invasione disponibile all'Impero austro-ungarico.
Nell'autunno 1871 il capitano di stato maggiore, ex insegnante di geografia, Giuseppe Perrucchetti, preparò uno studio dal titolo Considerazioni su la difesa di alcuni valichi alpini e proposta di un ordinamento militare territoriale nella zona alpina riprendendo un precedente studio del 1868 del Generale Agostino Ricci nel quale sosteneva il principio che la difesa delle Alpi dovesse essere affidata alla gente di montagna. Nato nel 1839 a Cassano d'Adda, dunque non in montagna, Perrucchetti che non era un alpino, era infatti un Capitano dei Bersaglieri, e non lo diventò mai, fu un appassionato studioso attento alle operazioni militari condotte nei secoli precedenti nei territori alpini, e fin dall'inizio colse le contraddizioni che il sistema di reclutamento italiano comportava.
A causa del complesso sistema di reclutamento concentrato nella pianura, all'atto della mobilitazione gli uomini avrebbero dovuto affluire dalle vallate alpine ai centri abitati per essere equipaggiati e inquadrati, quindi ritornare nelle vallate per sostenere l'urto di un nemico che nel frattempo avrebbe potuto organizzare e disporre al meglio le proprie forze. In questo modo si sarebbe venuta a creare una concentrazione caotica di uomini presso i distretti militari atti a rifornire il personale sceso a valle insieme a quello di stanza in pianura, con conseguenti e inevitabili ritardi. A ciò si sarebbe aggiunto - sempre secondo Perrucchetti - un altro grave limite: le esigenze di mobilitazione avrebbero portato alla creazione di battaglioni eterogenei composti da provinciali della pianura poco atti alla guerra di montagna e non pratici dei luoghi.
Nel 1872 Perrucchetti firmò un articolo per Rivista militare, nel quale trattava il problema della difesa dei valichi alpini e suggeriva alcune innovazioni per l'ordinamento militare nelle zone di frontiera. Nelle aree di confine sarebbero stati arruolati i montanari locali, similmente all'ordinamento territoriale alla prussiana, per il quale la zona alpina sarebbe stata divisa per vallate in tante unità difensive, costituenti ciascuna un piccolo distretto militare. In ciascuna unità difensiva le forze reclutate sarebbero state formate su un determinato numero di compagnie raggruppate attorno a un centro di amministrazione e di comando, in modo tale da avere tante unità difensive quanti erano i valichi alpini da proteggere. Secondo Perrucchetti i soldati destinati a queste unità dovevano essere abituati al clima rigido, alla fatica dello spostamento in montagna, alle insidie di un terreno accidentato e pericoloso e ai disagi delle intemperie; dal canto loro gli ufficiali dovevano essere conoscitori diretti e profondi del territorio, alpinisti ancor prima che militari. Infine, i rapporti con la popolazione civile dovevano essere stretti e spontanei, in modo tale da giovarsi della funzione di informatori e di guide che i montanari potevano svolgere a beneficio delle truppe. Il reclutamento locale, oltre a fornire uomini già abituati alla dura vita in montagna, era un forte elemento di coesione tra le truppe: riunendo nelle compagnie i giovani provenienti dalla stessa vallata, e stanziandoli nella loro terra d'origine si ottenevano sensibili vantaggi senza esporsi a rischi.
Per i problemi di bilancio che affliggevano il Ministero della Guerra, e quindi temendo un voto sfavorevole del Parlamento, Ricotti non presentò un progetto organico per la creazione di un nuovo Corpo, ma lo inserì in una generale ristrutturazione dei distretti militari che da cinquantaquattro dovevano diventare sessantadue, unitamente alla creazione di un certo numero di compagnie alpine limitato a quindici. Il progetto fu appoggiato dal ministro della Guerra del governo di Quintino Sella, Ricotti-Magnani, che condivideva le necessità della difesa dei valichi alpini e preparò il decreto nel quale si istituiva, praticamente di nascosto, il nuovo Corpo, mascherato con compiti di fureria. Il decreto venne quindi firmato dal re Vittorio Emanuele II il 15 ottobre 1872 a Napoli. Nella relazione ministeriale che accompagnava il Regio Decreto n. 1056, si parlava dell'istituzione delle prime compagnie alpine. Subito dopo, in occasione della chiamata alle armi della classe 1852, iniziò la formazione delle prime quindici compagnie alpine, che si sarebbero costituite nel giro di un anno.

### Evoluzione, armamento e uniformi
La rapidità con la quale il Ministero decise la costituzione ebbe come contropartita riflessi negativi nel numero e soprattutto nell'equipaggiamento. La divisa era la stessa della fanteria, con evidenti inconvenienti in rapporto alle esigenze di montagna; chepì di feltro, cappotto di panno indossato direttamente sulla camicia, ghette di tela e scarpe basse. L'armamento era costituito da un fucile di modello recente, il "Vetterli 1870", in linea con quelli degli altri eserciti europei, ma dal peso e dalla lunghezza eccessivi per gli spostamenti su terreni impervi, mentre gli ufficiali erano dotati della sciabola mod. 1855 e dell'obsoleta pistola a rotazione "Lefaucheaux". Per il trasporto dei materiali ogni compagnia aveva a disposizione un solo mulo e una carretta da bagaglio, in modo tale da riempire gli zaini dei soldati non solo degli effetti personali, ma di tutto quello utile alla compagnia, dai generi alimentari, alle munizioni, alla stessa legna da ardere.
Le insufficienze organizzative comunque non pregiudicarono l'affermazione e la crescita della Specialità, le cui compagnie nel 1873 furono portate a ventiquattro e ripartite in sette battaglioni.
All'evoluzione organica si accompagnò un progressivo adeguamento delle uniformi e dell'armamento. Sin dal 1873, l'elemento caratterizzante del Corpo divenne il cappello alla "calabrese" con la penna nera, ornato con fregio rappresentante un'aquila ad ali spiegate sormontata da una corona reale.
Nell'ottobre 1874 il cappotto a falde venne sostituito con una meno impacciante giubba grigio-azzurra, sulla quale veniva indossata una mantella alla bersagliera color turchino e le scarpe basse vennero sostituite con scarponi alti.
Nel frattempo dal 1873 era stata istituita l'Artiglieria da montagna e quattro anni più tardi se ne costituì il primo reggimento. Era una specialità in grado di operare in alta montagna per fornire l'adeguato supporto di fuoco agli alpini, capace di operare in zone inaccessibili alle artiglierie trainate. Batterie da montagna e reparti alpini si abituarono presto a vivere e manovrare insieme.
Nel 1875, constatato che la zona assegnata a ciascuna compagnia era troppo vasta, i battaglioni furono aumentati a dieci per un totale di trentasei compagnie, con un capitano, quattro ufficiali subalterni e 250 uomini di truppa ciascuna.
Nel 1882 il ministro della Guerra Emilio Ferrero decise una ristrutturazione dei reparti, e con il Regio Decreto del 5 ottobre i dieci battaglioni con le trentasei compagnie furono smembrati e raggruppati nei primi sei reggimenti ternari (il 1°, il 2°, il 3°e il 4° in Piemonte, il 5° in Lombardia e il 6° in Veneto), cioè composti da tre battaglioni, che divennero sette nel 1887 e otto nel 1910.
Nell'estate 1883 l'uniforme venne caratterizzata dal colore che la distinguerà dagli altri corpi e specialità, il verde, colore che due anni più tardi venne esteso a tutte le mostreggiature e le rifiniture della divisa.
Dal 1888 anche l'artiglieria da montagna venne reclutata in base alla provenienza.
Per quanto riguarda l'armamento, il fucile Wetterli 1870 fu trasformato nel 1887 in un'arma a ripetizione ordinaria grazie al progetto del capitano d'artiglieria Giuseppe Vitali, il quale diede anche il nome alla nuova arma, vale a dire il fucile "Vetterli-Vitali Mod. 1870/87". Nonostante l'impegno del Vitali, la necessità di un munizionamento più leggero portò la Commissione delle armi portatili ad adottare il calibro 6,5 mm e nel settembre 1890 ad affidare alle fabbriche d'armi del Regno lo studio di un nuovo fucile. Tra i vari modelli presentati fu scelto quello della fabbrica d'armi di Torino, il "Carcano Mod. 91", più corto e maneggevole. Parallelamente al Mod. 91 per la truppa, venne anche rinnovato l'armamento degli ufficiali alpini con la sciabola Mod. 1888 e la pistola Bodeo Mod. 1889 a ripetizione ordinaria con tamburo girevole.

### Il battesimo del fuoco

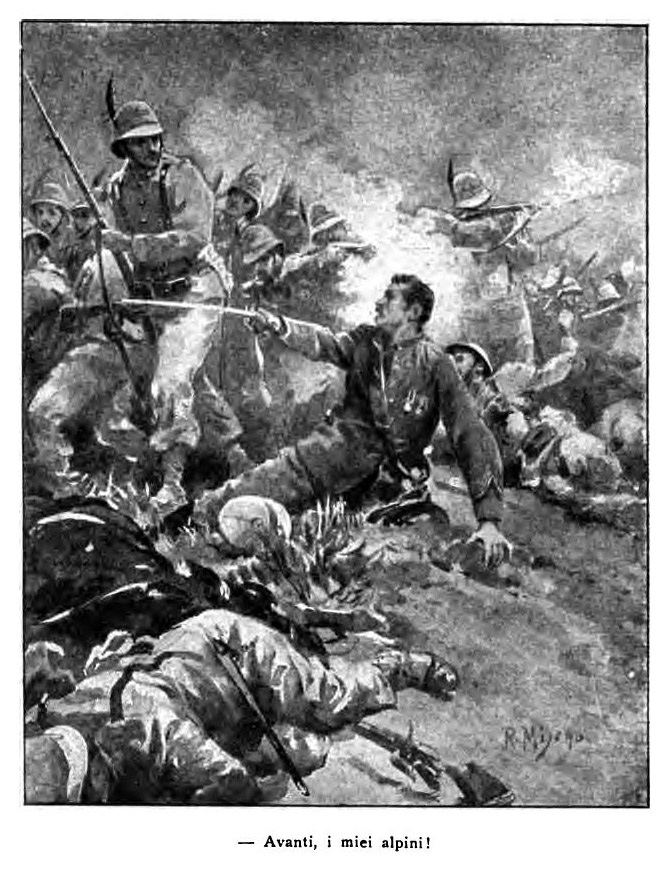
Il tenente colonnello Davide Menini, comandante del 1º Battaglione alpini d'Africa, gravemente ferito incita i suoi uomini alla carica (stampa del 1897)

Verso la fine del XIX secolo anche l'Italia venne colta dal "mal d'Africa", sospinta dalla brama di cercare alla pari di altre potenze europee nuovi "spazi vitali". Il primo nucleo di alpini destinato in Africa è formato da elementi volontari prelevati dalla 69ª compagnia del Battaglione Gemona, dalla 56ª compagnia del Battaglione Verona e dalla 48ª compagnia del Battaglione Tirano. Il Battaglione di formazione, composto su tre compagnie ed il cui comando è affidato al Maggiore Domenico Cicconi, ha una forza di 5 Ufficiali più un Tenente Medico e 150 graduati e militari di truppa. Parte da Chiari il 19 febbraio 1887 con destinazione Napoli, qui si imbarca per Massaua il 21 febbraio 1887. Il Battaglione di formazione partecipa ai più importanti fatti d’arme in Eritrea di quell’epoca: Tokakat, Monkullo, Gherar, Saganeiti e Saati senza subire perdite, ma pur non avendo caduti in combattimento, muoiono 14 alpini, incluso il proprio comandante Maggiore Cicconi che viene sostituito dal Maggiore Pianavia Vivaldi, vittime del clima e delle malattie tropicali. I 445 alpini rimanenti furono rimbarcati a Napoli il 22 aprile 1888, avendo dato una ottima prova e lasciato buona fama.
Nell'inverno 1895/96, il presidente del consiglio Francesco Crispi spedì in Etiopia un secondo contingente di Alpini e una batteria d'artiglieria da montagna quali rinforzi richiesti dal generale Oreste Baratieri, governatore della colonia, dopo gli insuccessi dell'Amba Alagi e di Macallé.
Queste furono le parole con cui Crispi giustificò quell'impegno un po' improprio degli Alpini. Nato per la difesa dell'arco alpino, questo corpo di fanteria da montagna ebbe invece il suo battesimo in battaglia campale nella battaglia di Adua in Etiopia, durante la quale gli Alpini patirono indicibili sofferenze, e dove all'alba del 1º marzo 1896 nonostante l'iniziale fiducia nell'impresa i 15 000 soldati del generale Baratieri, di cui 954 Alpini, vennero travolti dagli oltre 100 000 guerrieri di Menelik II. Dei 954 Alpini partiti dall'Italia sotto il comando del tenente colonnello Davide Menini, ne rimasero vivi solo 92 e lo stesso Menini fu decorato con la medaglia d'argento alla memoria. L'intera batteria da montagna, detta "la siciliana", i cui artiglieri provenivano dalla zona di Enna, si immolò sui suoi pezzi. Il primo Alpino a cui venne assegnata la medaglia d'oro al valor militare fu il capitano Pietro Cella, nato a Bardi, anch'egli morto in quella mattina ad Adua. Un epilogo onorevole, nonostante la sconfitta fosse l'inevitabile conclusione di una missione organizzata male e frettolosamente.

### Alla vigilia della prima guerra mondiale
Nei quindici anni che intercorsero tra l'inizio del secolo e lo scoppio della prima guerra mondiale, le truppe alpine non subirono trasformazioni determinanti, salvo forse per l'introduzione dello sci.
Mentre già da inizio Ottocento negli eserciti dell'Europa settentrionale l'impiego delle truppe dotate di sci era cosa nota, e per uso pattuglia e staffetta si può persino datare a qualche secolo prima, in Italia gli Alpini li sperimentarono solo nell'inverno 1896/'97, per iniziativa del tenente d'artiglieria Luciano Roiti. Durante quell'inverno il 3º Reggimento fece diverse esercitazioni sperimentali, con risultati incoraggianti che portarono all'organizzazione di campi di istruzione specifici a livello di compagnia con l'assunzione di istruttori svizzeri e norvegesi. In pochissimi anni gli sci acquistarono posto in stabile nell'equipaggiamento degli alpini e con decreto del 25 novembre 1902, il ministro della Guerra Giuseppe Ottolenghi ne ordinò l'impiego nei reggimenti.
Nei primi anni del secolo venne aperto un dibattito sull'opportunità di unire i reparti Alpini con i Bersaglieri creando un unico corpo. I Bersaglieri sin dalle origini nel regno Sabaudo erano normalmente impiegati in montagna e la complessione fisica in base alla quale erano selezionati era la stessa degli Alpini. Tuttavia le speciali esigenze della guerra in montagna mal si accostavano a maggiori raggruppamenti di truppe che avrebbe portato questa unione. Questa ipotesi fu pertanto accantonata per alcuni decenni.
Dai sei reggimenti costituiti nel 1882 e dal settimo formato nel 1887, le unità vennero aumentate di qualche migliaio tra il 1908 e il 1909 con la costituzione dell'ottavo reggimento dopo che l'apertura della ferrovia del Sempione aveva imposto maggiori esigenze difensive in val d'Ossola.
Per iniziativa di Luigi Brioschi, presidente della sezione milanese del Club Alpino Italiano, nel 1908, dopo quasi due anni di sperimentazione, venne adottata una divisa grigioverde e due anni dopo anche il cappello venne adeguato ai nuovi colori. Per quanto riguarda l'armamento, la novità dei primi anni del secolo fu la mitragliatrice, affermatasi dopo il conflitto russo-giapponese del 1905. Le prime mitragliatrici utilizzate dagli Alpini furono le Maxim Mod. 1906 (utilizzate nella campagna di Libia) e le Maxim-Vickers Mod. 1911 distribuite a partire dal 1913.
Nel 1910 si ebbe la sanzione formale della simbiosi tra Alpini e Artiglieria da Montagna, con l'adozione per quest'ultima del cappello alpino di feltro grigio con la penna, la quale però anziché nera era sovente marrone non solo per gli ufficiali inferiori, come stabilito dai regolamenti, ma anche per sottufficiali ed artiglieri di truppa. Cambiavano ovviamente anche i colori delle nappine.
Alla vigilia del primo conflitto mondiale, erano operativi tre reggimenti d'Artiglieria da Montagna per un totale di trentasei batterie, dotate di cannoni da 65/17.

#### La guerra italo-turca
Lo scoppio del conflitto italo-turco per il possesso della Libia, nell'autunno 1911, significò un nuovo impiego operativo per le truppe alpine in terra d'Africa. Il 29 settembre 1911, dopo il rifiuto dell'ultimatum, l'Italia dichiarò guerra all'Impero ottomano e appena una settimana dopo, il 4 ottobre, sbarcarono a Tobruch i primi uomini del corpo di spedizione comandato dal tenente generale Carlo Caneva.
Quella che doveva essere una facile e trionfale occupazione, scontava in realtà fin dall'inizio delle operazioni i limiti di una campagna improvvisata in pochi giorni e condotta con la piena sottovalutazione delle forze nemiche. Le truppe turche calcolate in circa 5 000 uomini in Tripolitania e 3 000 in Cirenaica si ritirarono verso l'interno dando il via ad una consistente resistenza nel deserto, anche grazie all'appoggio della popolazione indigena. Dopo i primi scontri si capì subito la portata del conflitto; fu una guerra difficile per cui il contingente dovette essere aumentato dagli iniziali 35 000 uomini a oltre 100 000, in cui l'ambiente e l'ostilità della popolazione rese impossibile mantenere il controllo delle terre occupate. Alla fine il bilancio fu di 3 500 morti (di cui 2 500 italiani e circa 1 000 tra Àscari eritrei, libici o somali), 1 500 prigionieri; 37 cannoni e 9 000 fucili furono invece le perdite di materiali.
Le truppe alpine parteciparono alla campagna libica con un numeroso contingente: tredici batterie da montagna più i battaglioni "Saluzzo", "Edolo", "Mondovì", "Feltre", "Vestone", "Ivrea", "Fenestrelle", "Verona", "Susa" e "Tolmezzo". Questi non furono impiegati come unità autonome, ma aggregati a reparti di fanteria, prendendo parte a tutti i combattimenti significativi, da Ain Zara (4 dicembre), a Sidi Said (26-28 giugno), a Zuara (luglio 1912). Dopo la firma del trattato di Ouchy, rimasero in Libia i battaglioni "Feltre", "Vestone", "Susa" e "Tolmezzo" con tre batterie da montagna riuniti nell'8º Reggimento alpini "speciale" al comando del colonnello Antonio Cantore.
Dopo un periodo di allenamento alla marcia, il reggimento dovette adattarsi a combattere tra le dune contro le tribù berbere o contro i musulmani della Cirenaica o nell'entroterra tripolino in una guerra più lunga del previsto, tanto che i primi contingenti che sbarcarono a Tobruch nell'ottobre 1911 (come l'8º Reggimento alpini "speciale") nel maggio 1915, quando l'Italia entrò in guerra contro l'Impero austro-ungarico, si trovavano ancora impegnati a difendere Tripoli e Homs dalle azioni di guerriglia della popolazione indigena.

### La prima guerra mondiale

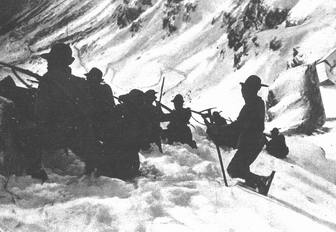
Alpini in posizione di tiro sull'Adamello

Il 24 maggio 1915, con l'entrata nella prima guerra mondiale dell'Italia, gli Alpini occuparono importanti ed impervi punti, dal passo dello Stelvio alle Alpi Giulie, passando per il passo del Tonale e il monte Pasubio. Quello stesso giorno il primo soldato a perdere la vita tra le truppe italiane fu proprio un alpino della 16ª Compagnia del battaglione Cividale, 8º Reggimento, di nome Riccardo Giusto, che alle 04:00 del 24 maggio mentre varcava la frontiera sul monte Natpriciar fu freddato da un tiratore scelto austriaco.
Parteciparono alle più cruente battaglie, come quella dell'Ortigara con la conquista dell'omonimo monte, la disfatta di Caporetto, fino alla resistenza sul monte Grappa e la controffensiva finale del generale Armando Diaz, che portò alla vittoria dell'ottobre 1918. Gli Alpini furono i protagonisti di un conflitto che si combatté quasi interamente sulle Alpi, e su tutti i fronti, dai ghiacciai dell'Adamello alle crode dolomitiche, dal Carso al monte Grappa, dagli altopiani al Piave, soffrendo oltre 35 000 morti e dispersi e i circa 80 000 feriti.
Stabilire la cifra esatta degli Alpini mobilitati nel corso della Grande Guerra è difficile. Durante il conflitto le truppe alpine raggiunsero il loro massimo sviluppo, arrivando a contare ottantotto battaglioni per trecentoundici compagnie, per un totale poco inferiore a 240 000 uomini, cifra puramente indicativa perché gli effettivi variarono e i vuoti lasciati dai caduti e dai feriti vennero colmati, almeno in parte, dalle nuove leve. Inoltre alla somma vanno aggiunti sessantasette gruppi di artiglieria da montagna per un totale di 175 batterie. In questo periodo infatti le zone di reclutamento alpino vennero estese a quasi tutti i distretti montani della penisola.
Tra i tanti fatti d'armi della guerra che coinvolsero gli alpini è possibile individuarne alcuni significativi per la loro drammaticità, come la conquista di monte Nero, la guerra sui ghiacciai dell'Adamello e monte Cavento e la battaglia dell'Ortigara che causarono migliaia di vittime soprattutto tra le unità Alpine. Questi combattimenti e tutti quelli a cui gli alpini presero parte, fecero diventare queste truppe da montagna un vero e proprio simbolo dello sforzo nazionale.

### Dal primo dopoguerra al fascismo

Soldati morti durante gli scontri sul Monte Pertica

Dei sessantuno battaglioni Alpini esistenti nel novembre 1918, ne furono sciolti più della metà e alla fine del 1919 gli otto reggimenti avevano ripreso quasi per intero la fisionomia del 1914. Già l'anno successivo alla fine del conflitto alcuni ufficiali alpini reduci, e tutti appassionati alpinisti del CAI di Milano, decisero di creare un'associazione tra coloro che avessero prestato servizio nel corpo degli Alpini. Inizialmente si pensò di farne una sottosezione del CAI, poi prevalse la linea di Arturo Andreoletti che ritenendo troppo esclusivo il Club, caldeggiava la nascita di qualcosa di autonomo, e l'8 luglio 1919 l'Associazione Nazionale Alpini (ANA) a Milano, fu costituita presso la sede dell'Associazione Geometri, con primo presidente il Maggiore Alpino Daniele Crespi. Andreoletti, considerato tutt'oggi il fondatore per antonomasia, fu in seguito il primo Presidente eletto dall’Assemblea dei Delegati. Ben presto l'associazione ebbe il suo notiziario l'Alpino, nato lo stesso anno su iniziativa del tenente degli Alpini Italo Balbo, poi noto esponente del fascismo.
Nel settembre del 1920 l'ANA organizzò la prima adunata nazionale sul monte Ortigara, che tre anni prima era stata teatro di violentissimi scontri con circa 24 000 caduti di cui molti Alpini, e da quel primo appuntamento ne seguirono altri venti fino al giugno 1940, a Torino, quando lo scoppio del secondo conflitto mondiale sospese per sette anni la manifestazione.
Nel 1925 l'A.N.A. inglobò anche l'Ass. Artiglieri da Montagna, consolidando ulteriormente la simbiosi anche morale tra le due specialità delle rispettive Armi.
Intanto il paese viveva le forti tensioni sociali dell'immediato dopoguerra: la parte del popolo che per decenni era stata ai margini della vita nazionale ora rivendicava un ruolo primario, forte dei sacrifici patiti in guerra, dal razionamento del cibo alle precettazioni nell'industria armiera, oltre ovviamente a spogliazioni e saccheggi nelle zone invase dal nemico dopo Caporetto. Le tensioni erano alimentate dalle maestranze che, per sostenere lo sforzo dell'industria degli armamenti, non erano stati mandati al fronte ed anche per questo avevano avuto agio di recepire e diffondere le istanze sociali che avevano portato alla recentissima rivoluzione in Russia, Si creò così anche un clima ostile tra reduci e lavoratori, i primi giudicando "imboscati" i secondi, che per contro rinfacciavano loro di non essersi insubordinati, e di aver perciò contribuito al grande progetto capitalista che dalla guerra aveva indubbiamente tratto profitto economico. Le conseguenti esigenze di ordine pubblico, legate anche alle oggettive difficoltà strutturali e logistiche di un paese devastato nell'economia, resero la smobilitazione un'operazione lunga e complicata e fecero sì che fosse mantenuta in armi una forza di circa 300 000 uomini, abbastanza da tenere in vita reparti teoricamente soppressi sulla carta.
Gli Alpini nel primo dopoguerra si distinsero anche in ruoli diversi da quelli del soldato. Nel 1928, il dirigibile Italia sorvolò il Polo Nord e al ritorno, il 25 maggio entrò in una tremenda tempesta che gli fece perdere quota fino a schiantarsi sul pack artico, dove la gondola di comando rimase distrutta nell'impatto e dieci uomini furono sbalzati sui ghiacci, mentre i restanti sei membri dell'equipaggio rimasero a bordo dell'involucro; di loro e del dirigibile non si seppe più nulla, tra i dieci ci fu anche il generale Nobile, che riuscì ad inviare un primo messaggio di SOS.
I primi soccorritori furono gli Alpini della spedizione con a capo l'alpino Capitano Gennaro Sora, bergamasco, che comandava una squadra formata oltre che dal Sora, al centro della foto, dagli alpini, a partire da sinistra, caporali Giulio Bich, Silvio Pedrotti, Beniamino Pelissier, sergenti maggiori Giovanni Gualdi, Giuseppe Sandrini, Angelo Casari, Giulio Deriad e Giulio Guédoz, che il 18 giugno 1928 partì verso il Polo alla ricerca di Umberto Nobile e del suo equipaggio. La spedizione di Sora però non ebbe successo e i soccorritori diventarono naufraghi. Sora e gli altri furono individuati da tre velivoli svedesi il 12 luglio, e nonostante alla fine Nobile venisse tratto in salvo dalla rompighiaccio sovietica Krassin, Sora e i suoi Alpini passarono alla storia per l'eroismo profuso in condizioni estreme. in oltre un mese di ricerca del disperso
Fu nel 1931 che iniziarono le prime competizioni sciistiche per le truppe alpine, oggi conosciute come Ca.STA (Campionati Sciistici delle Truppe Alpine). Nel 1934 venne costituita ad Aosta la Scuola militare centrale di alpinismo, per provvedere all'addestramento sci-alpinistico dei quadri delle truppe alpine. La scuola diverrà ben presto un polo di eccellenza in campo sportivo e sci-alpinistico, tanto da essere considerata "università della montagna".
Negli anni trenta la difesa dei confini alpini fu affidata alla Regia Guardia di finanza, ai Carabinieri Reali, alla Milizia confinaria e a reparti alpini ai quali fu dato anche il compito di presidiare le nuove opere difensive della fortificazione permanente, allora in corso di progettazione e costruzione lungo il confine montano italiano, da Ventimiglia all'Istria.
Questo impiego per le truppe alpine era in contrasto con le dottrine di quel tempo che prevedevano l'utilizzo delle grandi unità Alpine ovunque la necessità lo richiedesse, essendo le stesse truppe idonee a svolgere azioni di carattere dinamico e non milizie destinate alla difesa di punti fissi. Perciò col regio decreto legge n. 833 del 28 aprile 1937 fu istituito un Corpo speciale denominato Guardia alla frontiera (GaF), che aveva il compito di presidiare in permanenza il sistema fortificato del Vallo Alpino del Littorio, linea fortificata di tutto il confine italiano. La GAF includeva reparti di Fanteria, Artiglieria, Genio e Servizi, ma fu spesso comandata da Ufficiali Alpini ed ebbe come copricapo il cappello alpino privo della penna. Successivamente a seguito della durezza delle condizioni di vita in quota le fu riconosciuta formalmente la qualifica di reparto Alpino ma incongruamente non le fu concesso l'uso della penna. La Guardia alla frontiera venne quindi destinata alla difesa dei confini nazionali mentre per gli Alpini fu previsto l'impiego in ogni luogo richiesto dalle esigenze militari, anche in azioni offensive e al di fuori del teatro alpino: a tale scopo nel 1934 furono costituite le divisioni Alpine "Taurinense", "Tridentina", "Julia" e "Cuneense", cui si aggiunse la "Pusteria" nel 1935. A queste unità si aggiungevano il battaglione "Duca degli Abruzzi" (aggregato alla Scuola centrale militare di alpinismo) e il battaglione "Uork Amba" e, da notare, cinque battaglioni misti del Genio militare e dei Servizi logistici (che allora comprendeva anche le trasmissioni) Nacquero così i supporti delle Truppe Alpine, quali specialità alpine della propria rispettiva Arma di appartenenza, perciò a tutti gli effetti appartenenti al Corpo, al fianco degli Alpini e dell'Artiglieria da Montagna che dal 4 giugno 1934 fu ribattezzata Artiglieria Alpina a sottolineare ulteriormente la coesione e le nuove modalità d'impiego, che prevedevano l'affiancamento, talvolta temporaneo, di una batteria da montagna ad un battaglione alpino.
In totale il Corpo degli Alpini arrivò ad annoverare 31 battaglioni, 93 compagnie, 10 gruppi d'artiglieria alpina e 30 batterie, articolati su cinque comandi divisionali.

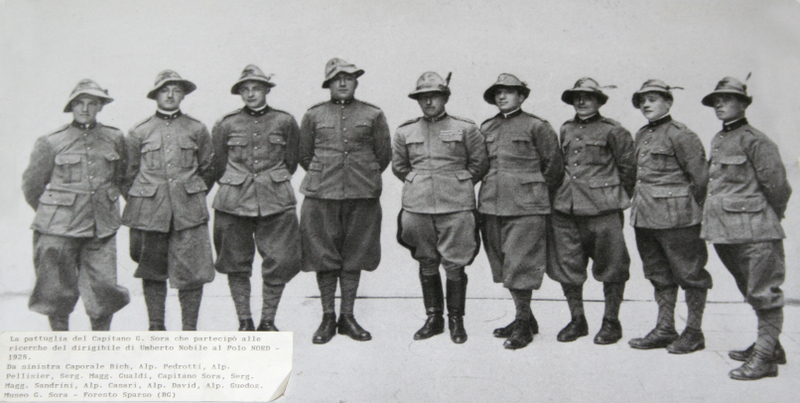
Foto che ritrae in posa gli Alpini di Gennaro Sora scelti per la spedizione al Polo Nord a soccorso del dirigibile Italia

Lo sviluppo dell'armamento degli alpini nel corso del ventennio 1919-'39 fu limitato essenzialmente alle sole mitragliatrici e alle armi a tiro curvo. Nel primo caso si trattava di realizzare un'arma automatica per il tiro collettivo che fosse più leggera e mobile della mitragliatrice pesante Fiat Mod. 14 che era più adatta come arma di posizione. Dopo varie sperimentazioni fu sviluppata la leggera Breda Mod. 30 che divenne l'arma di accompagnamento delle squadre fucilieri Alpine. In linea con le necessità della guerra in montagna furono sviluppati due nuovi mortai, il Brixia Mod. 35 da 45 mm e quello da 81 mm. La scarsa attenzione che le forze armate diedero allo sviluppo di nuove armi, soprattutto al carro armato e alle armi controcarro, fece sì che il solo cannone atto a fermare le truppe corazzate, il 47/32 Mod. 1935, fu assegnato solo a tre divisioni alpine (Cuneense, Tridentina e Julia) con conseguenti gravi carenze di fronte al massiccio impiego di mezzi corazzati negli altri eserciti.

### La guerra d'Etiopia e la campagna d'Albania
(Motto alpino nato in concomitanza della campagna d'Abissinia)
Gli anni 1935-'36 videro gli alpini ancora impegnati in Africa e precisamente in Etiopia, dove sbarcarono a Massaua da dove gli alpini della 5ª Divisione alpina "Pusteria" parteciparono alle operazioni di guerra, con le battaglie dell'Amba Aradam e dell'Amba Alagi. Il 31 marzo ci fu la battaglia finale di Mai Ceu, dove le truppe di Hailé Selassié furono costrette a ripiegare e per l'imperatore di Etiopia fu la sconfitta. Per la colonna italiana formata da mille automezzi la strada verso Addis Abeba era spianata, e la "Pusteria", con sole 220 perdite, rientrò nell'aprile del 1937.
Dopo le operazioni in Albania durante la Grande Guerra, meno di vent'anni dopo gli alpini sbarcarono di nuovo sulle coste di Durazzo e Valona il 7 aprile 1939 per volere del Duce, che volle riequilibrare la mossa dell'alleato tedesco in Austria di pochi mesi prima. Fu una spedizione all'insegna della disorganizzazione, tanto che gli stessi muli imbarcati senza basto, finimenti e cavezza al momento dello sbarco cominciarono a scappare dal porto invadendo le strade di Durazzo.
Nella città gli alpini rimasero un paio di settimane, poi si sparpagliarono nel paese attraverso le montagne che sono raggiungibili grazie alle strade costruite in quell'occasione dal genio militare.
L'estate fu particolarmente calda e l'inverno particolarmente rigido, le perdite per malaria raggiunsero il 30% degli effettivi, e gli alpini dovettero anche subire l'umiliazione delle leggi razziali fasciste che nel giugno 1940 imposero ai reparti l'allontanamento degli ufficiali e dei soldati di origine slava e non solo quelli provenienti dalle zone annesse nella guerra del '15/'18, ma anche dalle terre incorporate settant'anni prima. Solo le forti proteste del generale Sebastiano Visconti Prasca impedirono alla Divisione Julia di essere seriamente indebolita da tale provvedimento.

### La seconda guerra mondiale
La seconda guerra mondiale vide gli alpini impegnati inizialmente sul confine francese durante la battaglia delle Alpi Occidentali del giugno 1940, dove quattro divisioni Alpine erano schierate in zona di guerra: la Taurinense schierata sul confine alla testa della Dora Baltea, la Tridentina in seconda linea nella stessa vallata, con alcuni battaglioni Alpini costituiti all'atto della mobilitazione; in riserva erano la Cuneense e la Pusteria, rispettivamente in valle Gesso e val Tanaro. Questi reparti furono inquadrati nel Gruppo d'armate Ovest forte di 315 000 uomini lungo tutto il confine.
Nonostante le forze preponderanti, le unità italiane furono chiamate ad operare in condizioni precarie e pregiudizievoli in quanto, soprattutto per gli alpini di origine piemontese, il disagio fu acuito dalla constatazione delle ripercussioni sociali ed economiche sulle popolazioni civili. Inoltre migliaia di truppe male addestrate e mal equipaggiate di mezzi e armamenti si trovarono a combattere in un terreno impervio e contro un sistema difensivo di prim'ordine attrezzato con un complesso di oltre quattrocento opere servite da un'ottima rete ferroviaria e stradale. Il 21 giugno arrivò l'ordine di attacco, e le divisioni Tridentina, Cuneense e Pusteria furono spostate nei rispettivi teatri di scontro; la Tridentina fu posta in prima linea assieme alla Taurinense con il compito di penetrare verso Bourg-Saint-Maurice dal colle del Piccolo San Bernardo, mentre le altre due divisioni ebbero il compito di penetrare nel settore Maira-Po-Stura. Non riuscendo a sfondare le linee nemiche, gli alpini si insinuarono negli spazi impervi tra le opere fortificate, anche approfittando della nebbia, e occuparono, a fronte di uno sproporzionato tributo di sangue, una serie di postazioni d'altura nella Savoia e nelle Alpi, che mantennero in condizioni quasi proibitive. Nella notte tra il 24 e 25 giugno fu firmato l'Armistizio di Villa Incisa che pose fine alle ostilità con la Francia.
Nell'ottobre dello stesso anno le divisioni Cuneense, Tridentina, Pusteria e la Alpi Graie furono spostate sul fronte greco-albanese dove era già presente la Julia, che fu anche la prima a compiere azioni di guerra nel settore. L'invio degli alpini avvenne a causa dello sfondamento del fronte difensivo italiano sulla Vojussa: l'avanzata greca minacciava di raggiungere l'Adriatico e ricacciare oltremare le truppe italiane. Solo grazie all'afflusso di reparti di rinforzo, tra cui le tre divisioni alpine, fu possibile stabilire una posizione di resistenza in grado di reggere fino alla primavera successiva. La Julia venne impiegata nei primi attacchi, ma la disorganizzazione dei comandi fece sì che in appena un mese di difficoltose avanzate fu costretta a ritirarsi e a difendersi dalle incursioni greche. A fine dicembre da 9 000 uomini la Julia rimase con sole 800 unità. La campagna di Grecia fu un fallimento per l'Italia, e solo l'intervento dell'alleato tedesco nella primavera 1941 diede una svolta alle operazioni. Per assicurarsi il controllo dei Balcani in previsione dell'invasione dell'Unione Sovietica, Adolf Hitler e il suo Stato Maggiore misero a punto l'operazione Marita. L'attacco italo-tedesco partì il 6 aprile e il 23 la Grecia chiese l'armistizio, armistizio che giunse dopo un enorme tributo di sangue per gli alpini, con 14 000 morti, 25 000 dispersi, 50 000 feriti e 12 000 congelati.

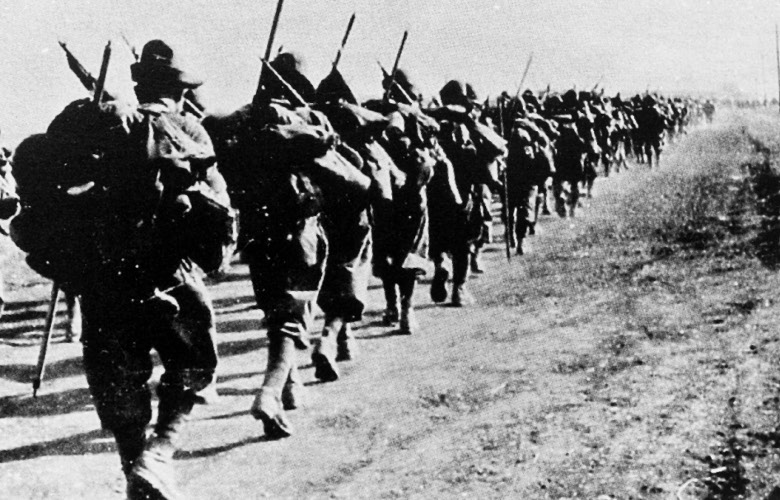
Alpini italiani in marcia verso il Don

Nel 1942 per decisione di Mussolini e dell'alto comando venne potenziato il corpo di spedizione inviato sul fronte orientale costituendo l'8ª Armata italiana o ARMIR, forte di oltre 200 000 uomini; tra questi, 57 000 costituivano il Corpo d'Armata alpino, composto dalle Divisioni Cuneense, Tridentina e Julia, per un totale di diciotto battaglioni alpini, nove gruppi d'Artiglieria Alpina e tre battaglioni misto Genio.
In questo contesto si colloca, nella primavera estate 1942, il compiersi in scala ridotta del progetto già vagheggiato decenni prima: una fusione tra Alpini e Bersaglieri. La 216ª Compagnia controcarri del 7º Reggimento Bersaglieri, di stanza a Cavalese, venne destinata a supporto del 6º Reggimento della Tridentina, ricevendo a Caprino Veronese il cappello alpino e le mostrine. Erano nati, non senza malumore di alcuni degli interessati, i Bersalpini della 216ª compagnia controcarro 47/32 Bolzano» che ottennero di portare le fiamme cremisi sotto il bavero e un fez minuscolo all'occhiello del taschino sinistro della divisa. Erano prevalentemente bresciani, veronesi e bolzanini ad essi furono aggregati 86 conducenti dei Battaglioni Verona, Vestone e Valchiese con cui si amalgamarono presto date le comuni provenienze. il 19 luglio 1942 la compagnia, forte di 246 effettivi partì da Asti per il fronte Orientale.
Invece di essere schierato sul Caucaso, come inizialmente previsto dai piani dei comandi italo-tedeschi, il Corpo d'armata alpino venne invece impiegato nella difesa del Don dove gli alpini giunsero nella prima settimana del settembre 1942 passando alle dipendenze dell'8ª Armata italiana.
L'ambiente operativo del Don presentava caratteristiche assolutamente diverse da quelle in cui gli alpini erano addestrati a muoversi; una vasta pianura uniforme e priva di rilievi montuosi, dove un esercito invasore avrebbe dovuto disporre di forze corazzate e motorizzate per trarre beneficio da una fondamentale mobilità sul piano tattico. Il Corpo d'Armata alpino invece disponeva di 4 800 muli e 1 600 automezzi che sarebbero stati largamente insufficienti anche in spazi operativi molto più ristretti; mancava inoltre tutto l'armamento anticarro, l'artiglieria contraerea e i mezzi di trasmissione, costruiti per l'impiego in alta montagna, avevano una potenza limitata e non riuscivano a stabilire i corretti collegamenti sulle grandi distanze. In generale, tutto l'armamento in dotazione agli alpini fu gravemente insufficiente: non furono forniti spazzaneve, né mezzi cingolati, né slitte, né lubrificanti antigelo né vestiario adeguato né armi automatiche in grado di resistere alle gelide temperature sovietiche. La destinazione del Corpo d'Armata alpino sul Don non era nato da un piano strategico e organico, ma dall'emergenza determinatasi su tutto il fronte sovietico nell'estate-autunno 1942 e accentuatasi nell'inverno successivo sino alla rotta dei reparti invasori nel dicembre-gennaio. Gli alpini dirottati sul Don arrivarono appena in tempo per essere schierati in prima linea, venire accerchiati dall'avanzata dell'Armata Rossa ed essere costretti a una ritirata tragica nella quale caddero oltre i due terzi degli uomini. Nell'insieme, agli alpini spettava un settore di 70 km, per cui non fu possibile tenere una divisione di riserva.
Il primo periodo di permanenza in linea degli alpini fu soprattutto di "stasi operativa", senza azioni di rilievo né da una né dall'altra parte, e gli alpini si preoccuparono di garantirsi condizioni di sopravvivenza in vista dell'inverno con la costruzione di ricoveri, postazioni coperte, approvvigionamento di ogni tipo di materiale, scavo di fossati anticarro, posa di mine su vaste aree e posizionamento di reticolati e postazioni di tiro.
Dopo aver sconfitto l'esercito romeno, accerchiato la 6ª Armata tedesca a Stalingrado nel novembre 1942 e distrutto gran parte dell'ARMIR nel dicembre, il 14 gennaio 1943 l'Armata Rossa sferrò la poderosa offensiva Ostrogožsk-Rossoš' e sbaragliò le truppe ungheresi e tedesche schierate sui fianchi del corpo alpino che quindi venne rapidamente circondato dalle colonne corazzate sovietiche; le tre divisioni Alpine furono costrette a ripiegare con una lunghissima marcia tra le gelide pianure sovietiche, subendo perdite altissime. Due delle divisioni (la Julia e la Cuneense) vennero infine intrappolate a Valujki e costrette alla resa, mentre i superstiti della divisione Tridentina riuscirono ad aprirsi la strada dopo una serie di disperati combattimenti, tra cui il più noto è la battaglia di Nikolaevka, riuscendo a conquistare il paese e uscire dalla "sacca".

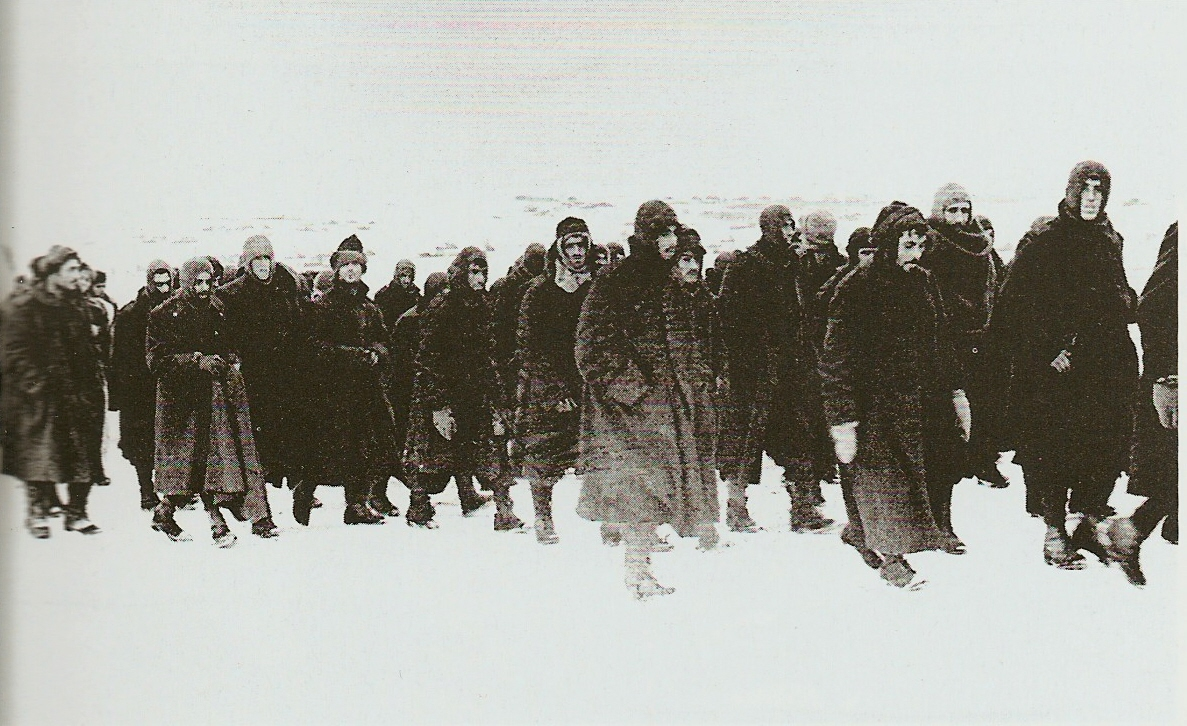
Prigionieri italiani dell'8ª Armata catturati sul fronte orientale durante il tragico inverno del 1942-1943.

Le perdite complessive del Corpo d'armata alpino (divisioni alpine Julia, Cuneense e Tridentina e Divisione fanteria Vicenza) nella battaglia superarono l'80% degli effettivi schierati sul fronte del Don: su una forza iniziale di circa 63 000 uomini si contarono 1 290 ufficiali e 39 720 soldati caduti o dispersi, 420 ufficiali e 9 910 soldati feriti, per un totale di 51 340 perdite. Anche i generali Umberto Ricagno (comandante della Julia), Emilio Battisti (comandante della Cuneense) ed Etvoldo Pascolini (comandante della Vicenza) caddero prigionieri. Molto indicativa anche la sorte della giovane compagnia Bersalpini. Sui 246 effettivi metà riuscì ad uscire dalla sacca, dell'altra metà solo 3 rientrarono in patria, di cui 2 con ferite da congelamento.
Assai più efficace della storiografia, la letteratura ha consegnato i fatti accaduti in Unione Sovietica alla memoria futura con libri come Centomila gavette di ghiaccio e Nikolajewka: c'ero anch'io di Giulio Bedeschi (ufficiale medico), Il sergente nella neve di Mario Rigoni Stern, Warwarowka Alzo Zero di Ottobono Terzi di Sissa, Mai tardi, La guerra dei poveri e La strada del Davai di Nuto Revelli e I più non ritornano di Eugenio Corti; tutti autori che parteciparono alla ritirata, alcuni erano Alpini, altri come Ottobono Terzi, pur provenendo da altre unità s'erano aggregati come combattenti a reparti Alpini.

#### Gli Alpini dopo l'armistizio

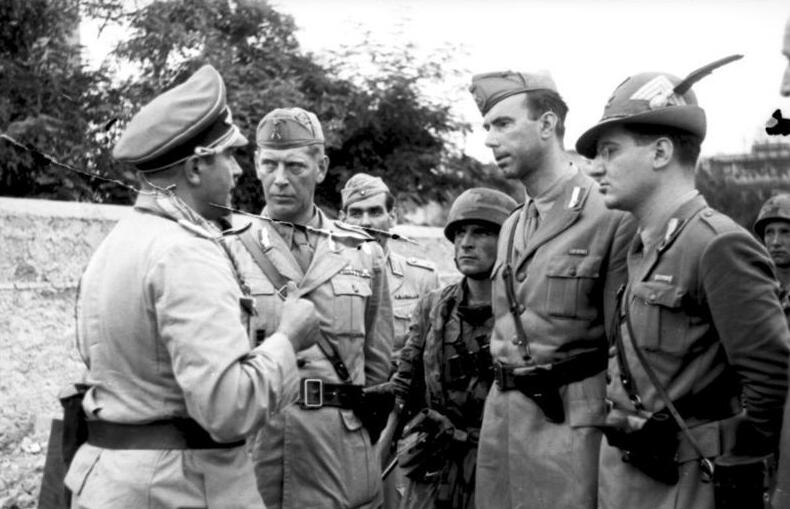
Ufficiali italiani, catturati da paracadutisti tedeschi immediatamente dopo l'annuncio dell'armistizio diramato l'8 settembre 1943, a colloquio con ufficiali tedeschi.

Con la proclamazione dell'armistizio avvenuta l'8 settembre 1943 la storia degli alpini si frazionò. La maggior parte degli uomini si unirono ai gruppi partigiani a nord (quali le celebri formazioni Fiamme Verdi dell'Uff. alpino Romolo Ragnoli nel bresciano) o ai reparti Alleati che risalivano la penisola, altri entrarono a far parte della neonata Repubblica Sociale Italiana (RSI), mentre i meno fortunati finirono imprigionati nei campi sovietici o tedeschi. Nella RSI fu costituita la 4ª Divisione alpina "Monterosa" cui si aggiunsero altre unità Alpine inquadrate nella "Divisione Littorio", il Reggimento Alpini Tagliamento e il battaglione guastatori "Valanga" della Decima Mas. Chi invece decise di combattere a fianco degli Alleati e della resistenza operò in tutto il sud e in particolare nell'Abruzzo. Venne formata la 6ª Divisione alpina "Alpi Graie", che si scontrò duramente con i tedeschi sull'Appennino nei primi giorni successivi all'armistizio, il battaglione alpini "L'Aquila" che con gli Alleati risalì tutta la penisola fino alla vittoria, mentre i reduci dall'Unione Sovietica della Cuneense e Tridentina dettero vita a formazioni partigiane in Alto Adige.
Le uniche unità Alpine organizzate di cui si poterono seguire le vicende furono quelle inquadrate nell'esercito Alleato impegnato nella guerra di liberazione, come il battaglione "Piemonte", dapprima in organico al Primo Raggruppamento Motorizzato, che nell'aprile 1944 fu assorbito dal 3º Reggimento alpini e inquadrato nel costituendo Corpo Italiano di Liberazione (CIL). Il battaglione fu quindi impiegato nel settore adriatico sino all'agosto 1944, quando il CIL, giunto a contatto con la Linea Gotica fu sciolto per essere sostituito con i Gruppi di Combattimento. Il battaglione Piemonte entrò a far parte del gruppo di combattimento "Legnano" assieme al battaglione L'Aquila partecipando agli scontri nella val dell'Idice e all'inseguimento dei tedeschi fino a Bergamo e Torino. Il battaglione alpini "Monte Granero", assorbito assieme al Piemonte nel 3º Reggimento, nel settembre 1944 fu inviato in Sicilia in servizio di ordine pubblico.

Il generale Eisenhower con il cappello da Alpino

### Il dopoguerra
Il periodo di ricostruzione delle truppe alpine dopo il conflitto fu relativamente lungo; dagli iniziali due battaglioni (Piemonte e L'Aquila) all'istituzione delle cinque brigate che hanno costituito l'organico del corpo alpino fino agli inizi degli anni novanta, trascorsero circa otto anni.
Notevoli le ristrettezze economiche che si ripercuotevano sull'equipaggiamento, l'armamento e persino sulla reale possibilità di tenere in servizio la forza effettiva prevista. Le reclute nelle prime settimane dall'incorporamento ricevevano solo la tenuta da fatica costituita dalle saloppette dei paracadutisti alleati e la camicia verde scuro già in dotazione all'Esercito del Sud (i cosiddetti "Verdoni"), l'uniforme completa, anch'essa anglosassone, veniva distribuita con forte ritardo, il fucile era il vetusto Enfield inglese; inoltre a fronte di una leva teorica di 15 mesi il precongedo a circa un anno era di fatto una routine.
Nel frattempo era ripresa gradualmente vigore l'attività associativa dell'A.N.A. Nell'aprile del 1947 ricomparve il giornale L'Alpino, Nell'ottobre del 1948 si svolse a Bassano del Grappa la prima adunata del dopoguerra (che dopo una sosta nel 1950 dovuta a ragioni tecniche, riprese senza più interruzioni), mentre il 2 ottobre 1949 vi fu a Bolzano un raduno dei reduci della Monterosa, a cui all'epoca non era stata riconosciuta la pregressa appartenenza ad un reparto alpino per poter partecipare alla vita associativa dell'A.N.A.
I vincoli numerici posti dall'armistizio furono superati solo nel 1949 con l'entrata dell'Italia nel patto Atlantico dove le forze armate si impegnavano a controllare da sole le frontiere orientali e l'ordine pubblico in tutta la penisola. Intanto. Nello stesso anno venne ricostituita la Scuola militare alpina di Aosta, mentre la Guardia alla Frontiera fu assorbita dalle truppe alpine, dando vita alla specialità degli Alpini d'arresto.
Per presidiare le nuove opere fortificate, nei primi anni cinquanta vennero costituiti dapprima i "battaglioni da posizione", poi i "raggruppamenti da posizione" per poi passare, nel 1962, ai "reparti d'arresto". I battaglioni da posizione e i reggimenti da posizione fino al 1957 ebbero in carico tutte le postazioni di montagna e di pianura. A partire da tale data, invece, le fortificazioni di pianura restarono alla Fanteria d'arresto, mentre quelle di montagna passarono definitivamente agli Alpini.
Verso la metà degli anni cinquanta le truppe Alpine furono quindi portate a cinque brigate:
- "Taurinense", di stanza in Piemonte con il comando a Torino ed i reparti in val Chisone, val di Susa e nel Cuneese; bacino di reclutamento in Piemonte, Valle d'Aosta, Piacentino e nelle zone appenniniche della Liguria e della Toscana;
- "Orobica", di stanza nell'Alto Adige occidentale, con il comando a Merano ed i reparti in val Venosta e valle Isarco; bacino di reclutamento Lombardia ed Alto Adige, ma limitatamente ad aliquote di sudtirolesi delle località ov'erano di stanza i reparti;
- "Tridentina", di stanza in Alto Adige orientale, con il comando a Bressanone ed i reparti in val Pusteria e valle Isarco; bacino di reclutamento in Trentino-Alto Adige e nella provincia di Verona;
- "Cadore", di stanza in Veneto con il comando a Belluno ed i reparti nel Cadore; bacino di reclutamento nelle province di Belluno e di Vicenza e nelle zone appenniniche dell'Emilia-Romagna centro-orientale;
- "Julia", di stanza in Friuli con il comando a Udine ed i reparti in Carnia (un battaglione, "L'Aquila" distaccato in Abruzzo); bacino di reclutamento nell'estremo Nord-Est e in Abruzzo. Più precisamente in Veneto nelle provincie di Padova, Treviso e Venezia, in Friuli-Venezia Giulia, in Abruzzo e nella provincia di Isernia.

Negli anni cinquanta nacquero gli alpini paracadutisti "Monte Cervino", che tuttora, acquisita anche la qualifica NATO di "Rangers", rappresentano l'élite delle truppe alpine. Altra novità fu l'istituzione dei Centro Addestramento Reclute (CAR), per la formazione iniziale delle reclute di leva.
Negli anni settanta, nell'ambito di una ristrutturazione dell'esercito per ridurre i contingenti rendendo l'istituzione militare più efficiente e moderna, le truppe alpine furono riorganizzate con l'abolizione dei reggimenti e la formazione di unità di livello superiore; le brigate. Queste brigate alpine erano riunite nel 4º Corpo d'armata alpino del quale il primo comandante nel 1952 era stato il generale Clemente Primieri, che comprendeva anche unità di supporto di cavalleria, artiglieria, genio militare, trasmissioni, aviazione leggera e servizi. Compito del IV Corpo d'Armata era la difesa del settore alpino nord-orientale in caso di un attacco sferrato dalle forze del patto di Varsavia. Nell'estate 1972, per festeggiare il centenario, rappresentanze di cinque brigate alpine e della Scuola militare alpina organizzarono il cosiddetto "raid del centenario" con una marcia che da Savona, passando per Trieste, arrivò il 20 luglio a Roma.
Dalle truppe alpine dal 1963 era inoltre tratto il contingente che costituì la componente italiana assegnata all'Allied Mobile Force-Land (AMF-L) della NATO, dipendente dal Comando alleato in Europa. Una piccola e mobile task force nata con personale della Taurinense, formata da 1.500 uomini suddivisi in tre unità: il "Gruppo tattico alpini aviotrasportabile", il "Reparto di sanità aviotrasportabile" e il "National Support Element" per il sostegno logistico del contingente.
A partire dagli anni ottanta iniziò l'impegno delle truppe alpine nelle missioni internazionali e umanitarie all'estero. Tra queste vanno ricordate le missioni di Forze internazionali di pace in Libano (missioni "Libano 1" e "Libano 2" tra il 1982 e 1984)

### Gli anni novanta
Nei primi anni novanta, con il venire meno della minaccia sovietica, venne avviato il processo di ristrutturazione dell'esercito, che comportò per le truppe alpine la soppressione di reparti, sia storici sia più recenti, tra i quali anche le Brigate Orobica e Cadore e gli Alpini d'Arresto. Nel 1997 il IV Corpo d'Armata Alpino fu riorganizzato nel Comando truppe alpine formato da tre Brigate (Taurinense, Tridentina e Julia), che divennero due nel 2002 in seguito alla soppressione della seconda.
Questa ristrutturazione vide gli alpini impegnati in un rinnovamento addestrativo e logistico che gli permise di diventare una delle specialità più idonee agli impieghi all'estero, là dove servono uomini ben preparati fisicamente, militarmente abituati a muoversi in piccoli gruppi autonomi. è del 1993 ad esempio l'intervento in Albania (KFOR).
Per superare le difficoltà legate all'opinione pubblica contraria ad utilizzare militari di leva per missioni all'estero, nel 1995 fu introdotto l'arruolamento di personale volontario, e questa nuova disponibilità di personale trasformò le brigate in un prezioso serbatoio di unità da utilizzare sia in operazioni di ordine pubblico interno (missioni "Forza Paris" in Sardegna, "Vespri siciliani" in Sicilia e "Riace" in Calabria), sia in operazioni umanitarie all'estero: l'operazione Provide Comfort nel Kurdistan iracheno al termine della guerra del Golfo (1991), l'operazione Onumoz nel 1993/'94 con le brigate Taurinense e Julia inquadrate nel contingente "Albatros" in Mozambico e le missioni per il mantenimento della pace in Bosnia (operazione Joint Guard e operazione Constant Guard 1997/1998, l'operazione Alba (1997) e AFOR (1999), OSCE/KVM in Kosovo (1998/'99) dopo l'intervento della NATO e il ritiro dell'esercito serbo, e in Afghanistan (dal 2002 operazione Nibbio, operazione Enduring Freedom e ISAF). Questi sono i principali teatri operativi delle Penne nere a cavallo tra il novecento e gli anni duemila; se da un lato ciò ha permesso di apprezzare gli Alpini a livello internazionale, dall'altro ha comportato la riduzione dell'addestramento prettamente alpino a favore di una versatilità d'impiego su ogni teatro mondiale.

### Gli anni 2000

#### La missione in Afghanistan
La prima aliquota di alpini inviati in Afghanistan fu una compagnia dell'allora Battaglione alpini "Monte Cervino", giunta a Kabul nel maggio 2002. Il 30 gennaio 2003 si svolse a L'Aquila la cerimonia di saluto del 9º Reggimento alpini, che di lì a pochi giorni avrebbe rappresentato il grosso del nucleo italiano inviato in Afghanistan nell'ambito dell'operazione Enduring Freedom. Il reggimento si stabilì a Khowst a 300 chilometri a sud-est di Kabul, a rimpiazzo del contingente statunitense che aveva appena lasciato in consegna l'area. Il reggimento è parte della Brigata Taurinense, la prima ad arrivare a Kabul con quattrocento uomini con il compito di proteggere le vie d'accesso allo scalo aereo cittadino.

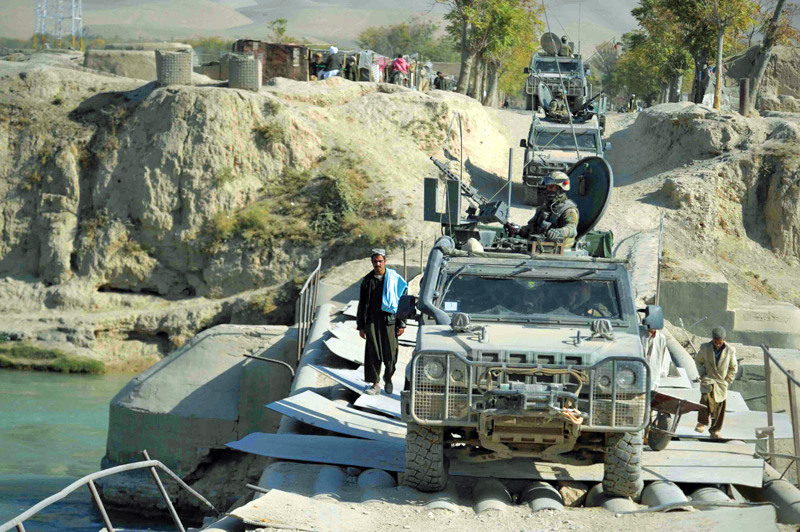
Soldati dell'8º Reggimento alpini (come dimostra anche la nappina rossa sull'elmetto del soldato alla mitragliatrice del VTLM Lince) di pattuglia in Afghanistan nel novembre 2010.

A partire dal 20 aprile 2010, fino all'ottobre dello stesso anno, la Taurinense ha sostituito la Brigata meccanizzata "Sassari" alla testa del "Regional Command West" di Herat, il comando NATO responsabile della parte ovest dell'Afghanistan, e ha schierato progressivamente tutti i suoi reparti: i reggimenti di fanteria alpina (il 2º di Cuneo guidato dal colonnello Massimo Biagini, il 3º di Pinerolo agli ordini del colonnello Giulio Lucia e il 9º dell'Aquila sotto il comando del colonnello Franco Federici), i genieri del 32º reggimento di stanza a Torino comandati dal tenente colonnello Luca Bajata e anche il 1º reggimento artiglieria da montagna di Fossano agli ordini del colonnello Emmanuele Aresu. Quest'ultimo reparto è stato impiegato soprattutto in supporto del "Provincial Reconstruction Team" di Herat, una struttura militare impegnata nella ricostruzione civile di quella provincia.
In seguito altri reggimenti di alpini, anche non appartenenti alla Taurinense, hanno prestato servizio in Afghanistan, tra cui il 5º, il 7º e l'8º. Il 3º Reggimento alpini è stato in Afghanistan dal 3 settembre 2002 al 18 gennaio 2003, ritornandovi poi al comando del colonnello Lucio Gatti e rientrando in Italia, dopo sei mesi di attività, il 19 maggio 2009. In questi sei mesi sono state addestrate le forze di sicurezza afghane e, nelle valli a sud di Kabul, si sono completate due scuole, costruita da zero una struttura per la riunione dei consigli tribali e attrezzati alcuni villaggi con materiale didattico per l'istruzione e utensili per l'agricoltura, oltre che con medicinali e vestiario; grazie inoltre ai fondi raccolti direttamente in Piemonte tra la popolazione o forniti dalle amministrazioni pubbliche della regione, è stato possibile ripristinare 15 km di canali di irrigazione affiancati da altrettanti pozzi per rendere disponibile ai villaggi acqua potabile. Il 7º Reggimento alpini, al comando del colonnello Paolo Sfarra, insieme al 2º Reggimento genio guastatori e al 232º Reggimento trasmissioni, è rientrato in Italia nel febbraio 2011, dopo aver pattugliato e organizzato basi avanzate nei distretti di Bakwa, Gulistan e Purchaman, luoghi dove è stata ricostruita una scuola femminile, pavimentata una piazza e un bazar, restaurata una moschea e una clinica medica, e costruiti pozzi per l'acqua.
Fin dai primi mesi di missione in Afghanistan gli alpini hanno subito diverse perdite dovute a ordigni improvvisati e mine terrestri dirette ai convogli con cui le forze militari si spostano nel territorio. Al 4 aprile 2011, quando la brigata Julia è stata rilevata dalla Brigata paracadutisti "Folgore", gli Alpini avevano lasciato sul campo sette soldati morti (cinque vittime di mine artigianali e due uccisi in scontri a fuoco).
Fine del reclutamento regionale
Con la legge 23 agosto del 2004 n. 226 venne decretata la sospensione del servizio militare inteso come leva obbligatoria a partire dal 1º gennaio 2005, determinando la fine del reclutamento regionale pertanto dal 2005 gli alpini vengono reclutati su tutto il territorio nazionale.
Nel 2018 un reparto alpino, il 4º Reggimento alpini paracadutisti, è stato validato come forza speciale.
Giornata degli Alpini
Nel 2022 è stata istituita dal Parlamento italiano, a decorrere dal 2023, la «Giornata nazionale della memoria e del sacrificio degli Alpini», per ricordare «l’eroismo dimostrato dal Corpo d’armata alpino nella battaglia di Nikolajewka» e promuovere «i valori della difesa della sovranità e dell’interesse nazionale nonché dell’etica della partecipazione civile, della solidarietà e del volontariato, che gli alpini incarnano». La scelta della data del 26 gennaio, a ridosso della Giornata della Memoria dell'Olocausto (27 gennaio) e motivata con una battaglia all'interno della guerra d'aggressione nazifascista all'allora Unione Sovietica, è stata generalmente criticata come inappropriata.

## Il soccorso Alpino

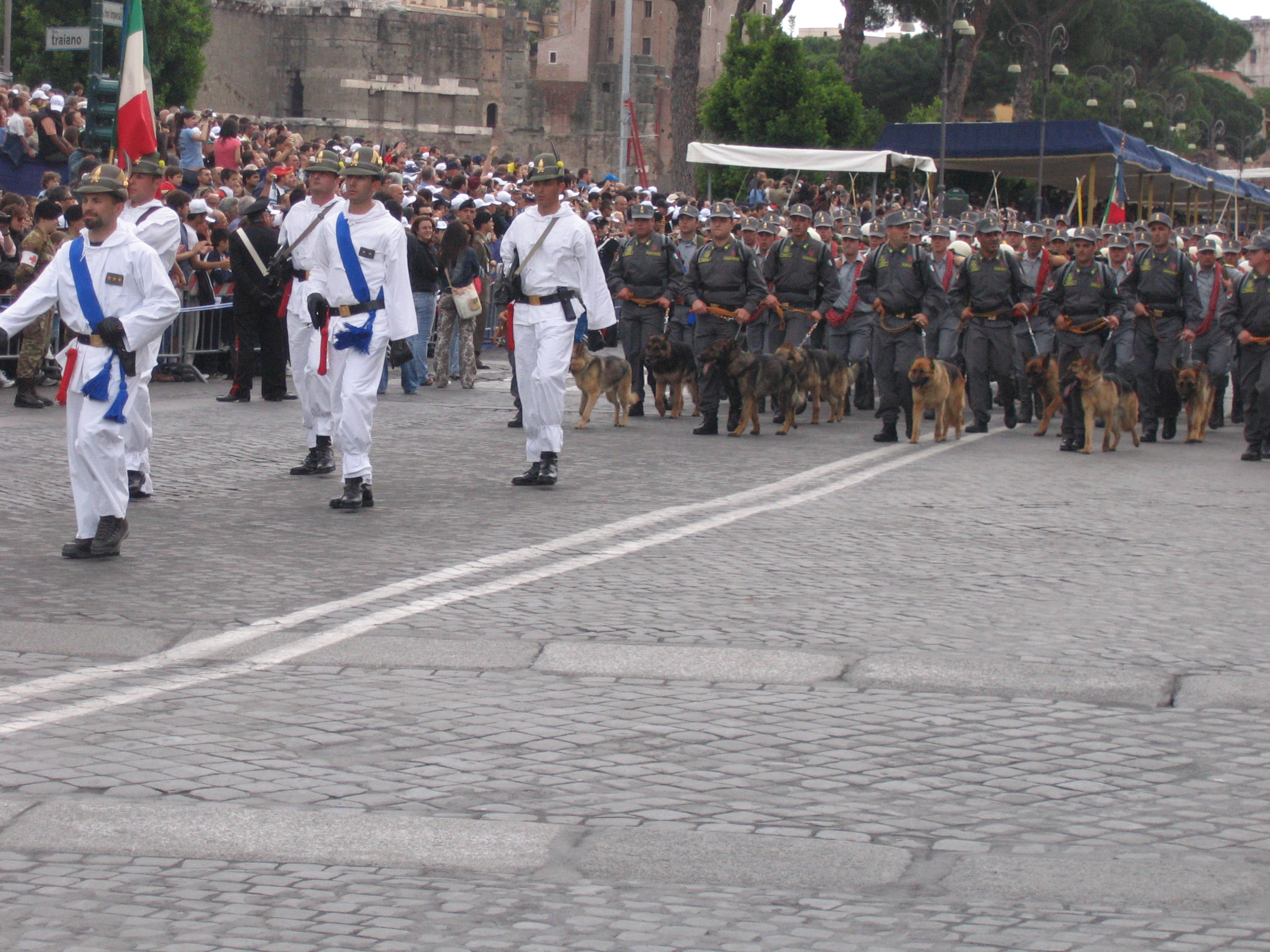
militari del Soccorso alpino della Guardia di Finanza

Il primo riconoscimento ufficiale per un'opera di soccorso fu la medaglia di bronzo al valor civile concessa al Battaglione "Valle Stura" intervenuto a spegnere un incendio sviluppatosi a Bersezio in valle Stura di Demonte nel 1883. Col tempo gli Alpini e i veterani dell'ANA si distinsero svariate volte là dove c'era bisogno d'aiuto. A salvare le popolazioni travolte da una valanga in val Varaita nel 1886, durante il terremoto di Messina del 1908, nel disastro del Vajont nel 1963, nei terremoti del Friuli, dell'Irpinia e del Molise, nella catastrofe della Val di Stava del 1985, nell'alluvione della Valtellina del luglio 1987, e ancora dopo nel terremoto di Umbria e Marche del 1997, nell'alluvione del Piemonte del 2000, nel terremoto in Emilia-Romagna del 2012. Le operazioni di soccorso non si sono limitate al territorio nazionale: gli alpini si schierarono in Armenia nel 1989 dopo un tremendo terremoto, o in operazioni di pace in Mozambico nel 1992, o ancora a supporto dei profughi albanesi e bosniaci durante la guerra del Kosovo.
Molti paesi, soprattutto quelli appartenenti all'arco alpino, hanno creato dei veri e propri corpi di soccorso alpino, indipendenti o affiliati ai corpi di protezione civile. In altri paesi l'attività di soccorso alpino viene svolta da altri corpi, in prevalenza da sezioni specializzate dei vigili del fuoco, ma anche dalle forze dell'ordine e dall'esercito. In mancanza di strutture adeguate allo svolgimento di questo compito il soccorso può essere affidato alle guide alpine, il che tuttavia fa aumentare notevolmente i costi delle operazioni.

### In Italia
In Italia il soccorso alpino è svolto:
- dal Soccorso Alpino del Corpo della Guardia di Finanza (SAGF)
- dalle Squadre Soccorso SAR del Comando truppe alpine dell'Esercito.
- dal Soccorso Alpino dell'Arma dei Carabinieri (SA CC)
- Dal soccorso alpino della Polizia di Stato.
- dagli specialisti del Nucleo speleologico-alpinistico-fluviale (S.A.F.) del Corpo Nazionale dei Vigili del Fuoco.
- dal Corpo Nazionale Soccorso Alpino e Speleologico (C.N.S.A.S.), sezione nazionale del Club Alpino Italiano.

Fino al 31 dicembre 2016 il servizio era svolto anche dal Soccorso Alpino Forestale (SA F) del Corpo forestale dello Stato, che dal 1º gennaio 2017 sono stati trasferiti al SAGF della Guardia di Finanza.

#### Le "Squadre Soccorso" SAR degli Alpini
Per il soccorso alpino il Comando truppe alpine dell'Esercito italiano utilizza il Search And Rescue, militari tra i più selezionati, con supporti tattici anche per attività ed operazioni speciali di ricognizione a lungo raggio, interdizione logistica e soprattutto per lo spostamento delle truppe italiane in caso di guerra, data la loro particolare competenza meteorologica e di azione in ambiente estremo, difficile e montano innevato.
Prima di poter essere assegnati ai Team operativi, i soldati devono superare gli esami per ottenere i diplomi obbligatori di base comune a tutti, tra cui quello di Tecnico di laboratorio e di meteorologo. Gli operatori sono sottoposti ad ulteriori addestramenti operativi, durante i quali avviene la durissima selezione per le "Squadre Soccorso" a cui è consentito l'accesso solo a poche decine di soldati all'anno in tutta Italia, destinati alle attività SAR (ricerca e soccorso), anche verso persone civili in ambiente difficile, per il soccorso piste o per il soccorso in montagna. L'altissima selezione e le numerose operazioni di soccorso, anche estremo su civili, effettuate da queste squadre speciali di soccorso lo hanno reso una delle unità più ambite dell'esercito italiano.

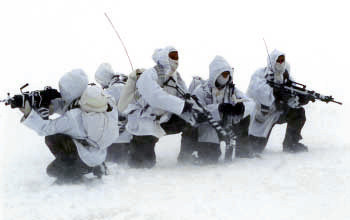
Alpini in azione

Alla fine di questo periodo le reclute sono ufficialmente diplomate "Soccorritore militare" e ricevono un distintivo speciale: la croce rossa su sfondo bianco.
Le missioni sono compiute autonomamente o in collaborazione interforze con la Guardia di Finanza, i Carabinieri e la Polizia di Stato, con cui vi sono frequenti interscambi esercitativi, sia sulle piste da sci, in cui svolgono anche consulenza per la sicurezza agli operatori turistici degli impianti, sia sulla roccia, sia per i soccorsi estremi aviotrasportati in collaborazione con il 118 e la centrale unica di emergenza 112.
Questi team operativi sono costituiti da 2 a 6 unità, sotto il comando unificato del Comando e Supporti tattici delle brigate alpine.
Le squadre di soccorso, sono anche selezionate tra campioni del mondo sportivo o tra i Ca.STA (le squadre agonistiche sportive degli alpini) e seguono diversi corsi e severi esami teorici e pratici con obiettivo selettivo oltre che formativo, di giurisprudenza, paramedico e primo soccorso anche sotto stress, di sci estremo, di speleologica, di roccia, free climbing, sopravvivenza in montagna, cinofilia ed ulteriori corsi specialistici di formazione avanzata (Combat Medic, sopravvivenza in valanghe, resistenza a basse temperatura, trasmissioni, medicina tattica, orientamento, topografia, movimento tattico, esplosivi, capacità esploranti by stealth, etc.).

#### Il soccorso alpino forestale

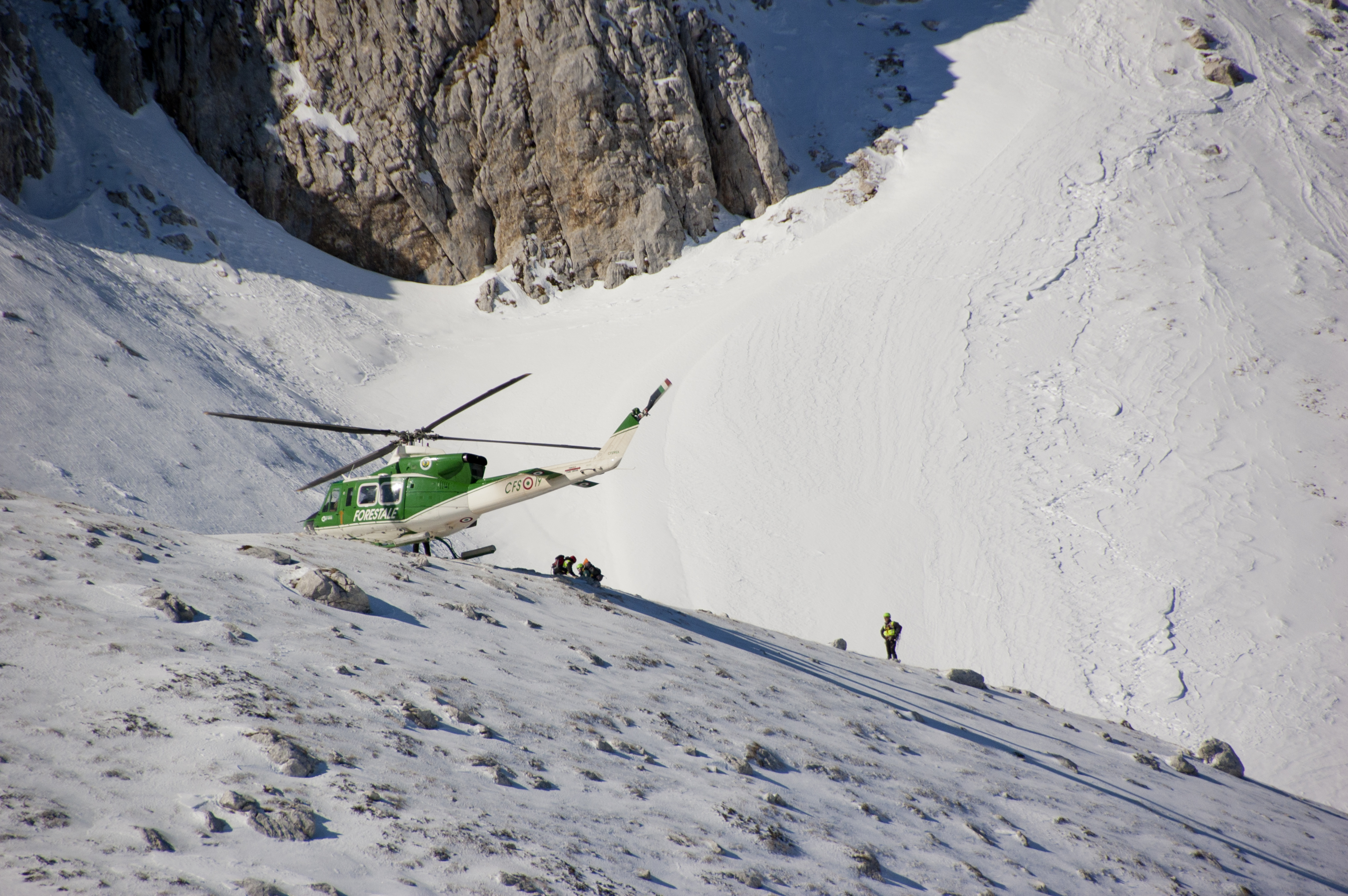
Agusta-Bell AB 412 del SAF nel 2012

Il Corpo forestale dello Stato nel 2003 ha istituito il servizio di "Soccorso Alpino Forestale" (SAF) e creata la figura del soccorritore alpino nel Corpo, in collaborazione con il Corpo Nazionale di Soccorso Alpino e Speleologico del Club Alpino Italiano. Concorre alle operazioni di soccorso anche con l'ausilio di due elicotteri della flotta del Corpo forestale. Dal 1º gennaio 2017 il personale è passato al Soccorso alpino della Guardia di Finanza (SAGF).
Il SAF è operativo con circa 30 uomini specializzati in tre stazioni distinte:
- Piemonte, Domodossola
- Abruzzo, L'Aquila
- Veneto, Palus San Marco e alla Scuola Nazionale SAF Collalto di Auronzo di Cadore.

## Organico

Struttura di comando del COMALP.

Le truppe alpine sono una specialità pluriarma, riunendo reparti appartenenti alle varie armi e corpi dell'Esercito: fanteria, artiglieria, genio, trasmissioni, trasporti e materiali, corpi logistici. Quasi tutti i reparti alpini fanno capo al Comando truppe alpine (COMALP), un comando a livello di Corpo d'Armata (erede del 4º Corpo d'Armata Alpino) con sede a Bolzano.
Dal COMALP dipendono:
- due brigate alpine: la "Taurinense" con il comando a Torino ed i reparti in Piemonte e Abruzzo e la "Julia" con il comando a Udine ed i reparti in Trentino-Alto Adige, Veneto e Friuli. Le due brigate hanno struttura analoga, disponendo ciascuna di un reparto comando e supporti tattici, tre reggimenti di fanteria alpina, un reggimento di artiglieria terrestre da montagna un reggimento del genio e un Reggimento Logistico[119]. La "Taurinense" è stata una delle prime unità dell'Esercito su base volontaria ed ha maturato una pluriennale esperienza nelle missioni internazionali. La "Julia" è invece l'unità dove sono più vive le tradizioni alpine, essendo stata alimentata (come la disciolta "Tridentina") prevalentemente da leva e poi VFA affiancati ai VFB. Con il passaggio al reclutamento solo volontario la differenza è pressoché scomparsa[114]. Queste unità rappresentano una delle migliori realtà dell'Esercito Italiano: le brigate "Julia" e "Taurinense" sono unità di proiezione, vale a dire rapidamente schierabili e disponibili per ogni test o impiego operativo internazionale ed hanno partecipato in primo piano con i propri reggimenti alle principali operazioni all'estero delle forze armate italiane, dall'Albania alla Bosnia, dal Kosovo all'Afghanistan[114];
- il Centro addestramento alpino di Aosta: erede della Scuola militare alpina è l'istituto preposto all'addestramento in campo sci-alpinistico dei quadri delle truppe alpine, nonché del personale di altre armi e forze armate italiane o straniere. Svolge inoltre attività agonistica di alto livello con il proprio reparto di atleti. Il centro ha alle dipendenze il 6º Reggimento alpini, di stanza a Brunico e San Candido, che gestisce con proprio personale le aree addestrative della val Pusteria dove si addestrano reparti operativi ed istituti di formazione militare[120];
- i supporti, notevolmente ridimensionati rispetto al passato, al 2011 sono costituiti dal reparto comando a Bolzano, che assicura il supporto logistico al COMALP; dal 4º Reggimento alpini paracadutisti, unità d'élite delle truppe alpine utilizzata per operazioni speciali.

Vi sono infine due reggimenti di supporto (uno delle trasmissioni ed uno di paracadutisti), un tempo inquadrati in grandi unità alpine ma ora posti alle dipendenze di altri comandi. Questi reparti rimangono comunque truppe alpine a tutti gli effetti, tanto che conservano fisionomia, nome, tradizioni e soprattutto il cappello alpino.

### Unità attualmente operative
| Reparto                     | Sede    | Unità dipendenti |
| --------------------------- | ------- | --- |
| Divisione "Tridentina"      | Bolzano | - Reparto comando e supporti tattici "Tridentina" (Bolzano) - 6º Reggimento alpini (Brunico, San Candido, Dobbiaco) |
| Centro addestramento alpino | Aosta   | - Raggruppamento addestrativo (Aosta, La Thuile) - Reparto attività sportive (Courmayeur) |
| Brigata alpina "Taurinense" | Torino  | - Reparto comando e supporti tattici "Taurinense" (Torino) - 2º Reggimento alpini (San Rocco di Cuneo) - 3º Reggimento alpini (Pinerolo, Oulx) - 9º Reggimento alpini (L'Aquila) - Reggimento "Nizza Cavalleria" (1º) (Bellinzago Novarese) - 1º Reggimento artiglieria terrestre (montagna) (Fossano) - 32º Reggimento genio guastatori alpino (Fossano) - Reggimento logistico "Taurinense" (Rivoli Torinese) |
| Brigata alpina "Julia"      | Udine   | - Reparto comando e supporti tattici "Julia" (Udine) - 5º Reggimento alpini (Vipiteno) - 7º Reggimento alpini (Belluno) - 8º Reggimento alpini (Venzone) - 3º Reggimento artiglieria terrestre (montagna) (Remanzacco) - Reggimento "Piemonte Cavalleria" (2°) (Trieste) - 2º Reggimento genio guastatori alpino (Trento) - Reggimento logistico "Julia" (Merano)                                               |

| Comando sovraordinato                      | Sede  | Unità alpine dipendenti                         |
| ------------------------------------------ | ----- | ----------------------------------------------- |
| Comando trasmissioni                       | Anzio | - 2º Reggimento trasmissioni alpino (Bolzano)   |
| Comando delle forze speciali dell'Esercito | Pisa  | - 4º Reggimento alpini paracadutisti (Montorio) |

## L'uniforme
L'uniforme alpina era inizialmente degli stessi colori dell'esercito piemontese: giubba turchina e pantaloni bianchi, cosa che non consentiva certo una buona mimetizzazione in ambiente montano. La questione fu dibattuta tra 1904 e 1906 su sollecitazione del presidente della sezione di Milano del Club Alpino Italiano, Luigi Brioschi. Nell'aprile 1906, per un esperimento pratico, furono scelti gli alpini del battaglione "Morbegno" del 5º Reggimento, di stanza a Bergamo. L'esperimento fu un successo, e nacque così il "plotone grigio", composto di quaranta uomini della 45ª compagnia del "Morbegno", che fece la sua prima comparsa ufficiale a Tirano.

### Il cappello

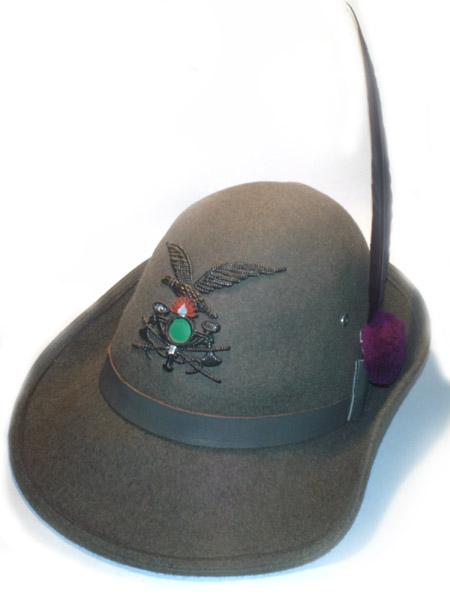
Il tipico cappello degli Alpini (nel caso specifico di un soldato, in ferma prefissata, appartenente alla truppa del genio guastatori, riconoscibile dalla nappina amaranto, dal tipo e dal colore del fregio)

Il cappello è l'elemento più noto e rappresentativo dell'uniforme degli alpini. È composto da molti elementi atti a rappresentare il grado, il reggimento e la specialità di appartenenza. Il cappello ultima versione fu introdotto nel 1910.
Il 25 marzo 1873 venne adottato invece del chepì di fanteria un cappello proprio di feltro nero di forma tronco conica (alla "calabrese") a falda larga; frontalmente aveva come fregio una stella a cinque punte, di metallo bianco, con il numero della compagnia. Sul lato sinistro, semicoperta dalla fascia di cuoio, vi era una coccarda tricolore nel cui centro era posto un bottoncino bianco con croce scanalata. Un gallone rosso a V rovesciata guarniva il cappello dallo stesso lato della coccarda e sotto questa era infilata una penna nera di corvo. Per gli ufficiali il cappello era lo stesso, però la penna era d'aquila.
Il 1º gennaio 1875, i comandanti di reparto assunsero la denominazione di Comandanti di battaglione e non portarono più il cappello alla calabrese che distingueva gli appartenenti alle compagnie alpine, ma indossarono il copricapo del distretto nel quale s'insediavano non avendo un ufficio proprio. Nel 1880 invece della stella a cinque punte fu adottato un nuovo fregio ugualmente di metallo bianco: un'aquila "al volo abbassato" sormontante una cornetta contenente il numero di reggimento. La cornetta era posta sopra un trofeo di fucili incrociati con baionetta inastata, una scure e una piccozza. Il tutto circondato da una corona di foglie di alloro e quercia.
Nei primi mesi della prima guerra mondiale l'esercito italiano adottò l'elmetto "Adrian" ma gli alpini e i bersaglieri lo snobbarono perché non riuscivano a collocarci sopra il distintivo, penna i primi e piumetto i secondi. Vi sono tuttavia documentazioni fotografiche che ne attestano l'uso alpino quantomeno a tutto luglio 1916, ad esempio da parte di Battisti e Filzi al momento della cattura su Monte Corno. In seguito furono in particolare gli Alpini operanti ad alte quote ad accantonarlo definitivamente a favore di passamontagna e cappello di feltro, per motivi più pratici del simbolismo, legati ai problemi nell'uso col gelo, col vento, e con la minaccia incombente dei fulmini. Problemi condivisi anche dagli austro-tedeschi che in montagna spesso ricorsero anch'essi ai passamontagna, oltre che alla classica Bergmütze tutt'oggi simbolo dei reparti da montagna dei due paesi.

#### La penna
Lunga circa 25-30 cm, è portata sul lato sinistro del cappello, leggermente inclinata all'indietro; per le truppe è di corvo e dal colore nero, per i sottufficiali e gli ufficiali inferiori è di aquila marrone mentre per gli ufficiali superiori e generali è di oca bianca.
Viene portata anche sull'elmetto, sin ai tempi del secondo conflitto, mediante appositi fermagli portanappina (talvolta quando questi non erano disponibili, veniva infilata l'estremità della nappina in uno dei fori areatori).

#### La nappina
La nappina, presente sulla sinistra del cappello, è il dischetto, a forma semi-ovoidale, nel quale viene infilata la penna. Per i gradi dei graduati e militari di truppa, tale dischetto è formato di lana colorata su un'anima in legno. Per gli ufficiali inferiori e superiori, luogotenenti, marescialli e sergenti la nappina è in metallo dorato e, nei reparti del Piemonte e della Valle d'Aosta, porta al centro la croce sabauda. Dal grado di generale di brigata in poi, il materiale utilizzato è invece il metallo argentato.
In origine il colore della nappina distingueva i battaglioni all'interno dei vari reggimenti, per cui il 1º battaglione di ciascun reggimento aveva nappina bianca, il 2° rossa, il 3° verde e, qualora vi fosse un 4º battaglione, azzurra. I colori erano quelli della bandiera italiana, più l'azzurro di casa Savoia. In seguito si aggiunsero altre nappine con colori, numeri e sigle specifiche per le diverse specialità e i vari reparti.
Le nappine utilizzate nel corso degli anni sono le seguenti:
Fanteria alpina
- verde: 1º Rgt. Alpini (Btg. Mondovì), 2º Rgt. Alpini (Btg. Saluzzo), 3º Rgt. Alpini (Btg. Exilles), 4º Rgt. Alpini (Btg. Intra), 5º Rgt. Alpini (Btg. Edolo), 6º Rgt. Alpini (Btg. Bassano), 7º Rgt. Alpini (Btg. Belluno), 8º Rgt. Alpini (Btg. Cividale)
- bianca: 1º Rgt. Alpini (Btg. Ceva), 2º Rgt. Alpini (Btg. Borgo San Dalmazzo), 3º Rgt. Alpini (Btg. Pinerolo), 4º Rgt. Alpini (Btg. Ivrea), 5º Rgt. Alpini (Btg. Morbegno), 6º Rgt. Alpini (Btg. Bolzano, Btg. Verona), 7º Rgt. Alpini (Btg. Feltre), 8° Rgt Alpini (Btg. Gemona), 11° Rgt Alpini (Btg. Alpini d'arresto Val Tagliamento)
- rossa: 1º Rgt. Alpini (Btg. Pieve di Teco), 2º Rgt. Alpini (Btg. Dronero), 3º Rgt. Alpini (Btg. Fenestrelle), 4º Rgt. Alpini (Btg. Aosta), 5º Rgt. Alpini (Btg. Tirano); 6º Rgt. Alpini (Btg. Trento, Btg. Vicenza), 7º Rgt. Alpini (Btg. Pieve di Cadore), 8º Rgt. Alpini (Btg. Tolmezzo), Battaglione Addestrativo Aosta, Fanfara della Brigata alpina Taurinense
- azzurra: 3º Rgt. Alpini (Btg. Susa), 5º Rgt. Alpini (Btg. Vestone), 9º Rgt. Alpini (Btg. L'Aquila), Centro Addestramento Alpino (escluso Btg. Aosta), personale fuori corpo
- azzurra, dischetto nero, "R" bianca: supporti reggimentali (CCSL reggimentali)
- azzurra, dischetto nero, "B" bianca: Reparto Comando e trasmissioni di Brigata alpina (Taurinense e Julia)
- azzurra, dischetto nero, "CA" bianca: Reparto Comando e compagnia alpini paracadutisti del 4º Corpo d'Armata alpino
- azzurra, dischetto centrale nero e lettere "c/c" in bianco: Compagnia controcarri di Brigata alpina

Artiglieria da montagna
- verde, dischetto nero, nr. giallo: batterie da montagna (il nr. corrisponde al nr. della batteria)
- verde, dischetto nero, "CG" giallo: Comandi di Gruppi di artiglieria da montagna (Batterie Comando e servizi)
- verde, dischetto nero senza sigle: personale fuori corpo

Genio, trasmissioni, servizi
- amaranto: genio (2º e 32º Rgt. genio guastatori) e trasmissioni (2º Rgt. Trasm.)
- viola: Reggimento Logistico di Brigata alpina

#### Il fregio
Viene portato sulla parte frontale del cappello e contraddistingue la specialità d'appartenenza
- ufficiali generali: aquila con serto di alloro e scudetto con la sigla "RI" al centro
- alpini: aquila, cornetta, fucili incrociati
- artiglieria da montagna: aquila, cornetta, cannoni incrociati
- genio pionieri: aquila, cornetta, asce incrociate
- genio guastatori: aquila, cornetta, gladio, granata infuocata e asce incrociate
- trasmissioni: aquila, cornetta, antenna, saette e asce incrociate
- trasporti e materiali: aquila e ingranaggio alato
- sanità (ufficiali medici): aquila, stella a cinque punte con croce rossa, bastoni di Esculapio incrociati
- sanità (ufficiali psicologi): aquila, stella a cinque punte con croce rossa, lettera psi alfabeto greco
- sanità (sottufficiali e truppa): aquila, stella a cinque punte con croce rossa
- amministrazione e commissariato: aquila, corona turrita, tondino viola e serto di alloro
- corpo ingegneri: aquila, corona turrita, ruota dentata e serto di alloro

La fattura del fregio cambia in base al grado
- filo metallico dorato o plastica dorata per ufficiali, sottufficiali, e militari di truppa in servizio permanente.
- plastica nera per la truppa a ferma prefissata.

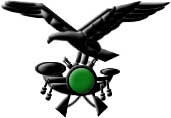
fregio Alpini (truppa VFP1 e VFP4)
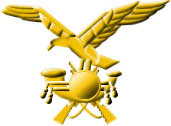
fregio Alpini (truppa VSP, sottufficiali e ufficiali)
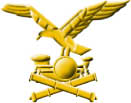
fregio artiglieria da montagna
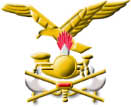
fregio genio guastatori per truppe alpine
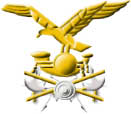
fregio trasmissioni per truppe alpine
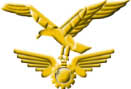
fregio trasporti e materiali per truppe alpine
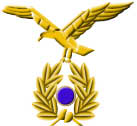
fregio commissariato per truppe alpine
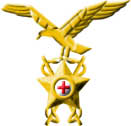
fregio sanità (ufficiali medici) per truppe alpine
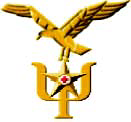
fregio sanità (ufficiali psicologi) per truppe alpine
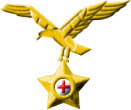
fregio sanità (sottufficiali e truppa) per truppe alpine
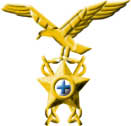
fregio veterinari per truppe alpine
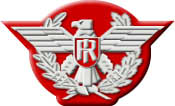
fregio generale di brigata e divisione
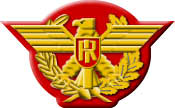
fregio generale di corpo d'armata

#### I distintivi di grado
Sul cappello alpino i gradi sono portati sul lato sinistro, in corrispondenza della penna e della nappina, sotto forma di galloni:
| Ufficiali generali | Ufficiali generali | Ufficiali generali | Ufficiali generali | Ufficiali generali | Ufficiali generali | Ufficiali generali | Ufficiali generali | Ufficiali generali | Ufficiali generali | Ufficiali generali | Ufficiali generali |
| --- | --- | --- | --- | --- | --- | --- | --- | --- | --- | --- | --- |
| generale di corpo d'armata tre stellette dorate su nastro argentato | generale di corpo d'armata tre stellette dorate su nastro argentato | generale di corpo d'armata tre stellette dorate su nastro argentato | generale di corpo d'armata tre stellette dorate su nastro argentato | generale di divisione con funzioni del grado superiore una stelletta dorata bordata di rosso e due stellette dorate su nastro argentato                 | generale di divisione con funzioni del grado superiore una stelletta dorata bordata di rosso e due stellette dorate su nastro argentato                 | generale di divisione con funzioni del grado superiore una stelletta dorata bordata di rosso e due stellette dorate su nastro argentato                 | generale di divisione con funzioni del grado superiore una stelletta dorata bordata di rosso e due stellette dorate su nastro argentato                 | generale di divisione con incarichi del grado superiore una stelletta brunita e due stellette dorate su nastro argentato | generale di divisione con incarichi del grado superiore una stelletta brunita e due stellette dorate su nastro argentato | generale di divisione con incarichi del grado superiore una stelletta brunita e due stellette dorate su nastro argentato | generale di divisione con incarichi del grado superiore una stelletta brunita e due stellette dorate su nastro argentato |
| generale di divisione due stellette dorate su nastro argentato | generale di divisione due stellette dorate su nastro argentato | generale di divisione due stellette dorate su nastro argentato | generale di brigata con funzioni del grado superiore una stelletta dorata bordata di rosso ed una stelletta dorata su nastro argentato                                 | generale di brigata con funzioni del grado superiore una stelletta dorata bordata di rosso ed una stelletta dorata su nastro argentato                  | generale di brigata con funzioni del grado superiore una stelletta dorata bordata di rosso ed una stelletta dorata su nastro argentato                  | generale di brigata con incarichi del grado superiore una stelletta brunita ed una stelletta dorata su nastro argentato                                 | generale di brigata con incarichi del grado superiore una stelletta brunita ed una stelletta dorata su nastro argentato                                 | generale di brigata con incarichi del grado superiore una stelletta brunita ed una stelletta dorata su nastro argentato  | generale di brigata una stelletta su nastro argentato                                                                    | generale di brigata una stelletta su nastro argentato                                                                    | generale di brigata una stelletta su nastro argentato                                                                    |
| Ufficiali superiori | | | | | | | | | | | |
| colonnello con funzioni del grado superiore una stelletta dorata bordata di rosso su nastro argentato                                                                  | colonnello con funzioni del grado superiore una stelletta dorata bordata di rosso su nastro argentato                                                                  | colonnello con funzioni del grado superiore una stelletta dorata bordata di rosso su nastro argentato                                                                  | colonnello con incarichi del grado superiore una stelletta brunita su nastro argentato                                                                                 | colonnello con incarichi del grado superiore una stelletta brunita su nastro argentato                                                                  | colonnello con incarichi del grado superiore una stelletta brunita su nastro argentato                                                                  | colonnello comandante un doppio gallone rovesciato e tre galloncini rovesciati dorati su fondo robbio (rosso)                                           | colonnello comandante un doppio gallone rovesciato e tre galloncini rovesciati dorati su fondo robbio (rosso)                                           | colonnello comandante un doppio gallone rovesciato e tre galloncini rovesciati dorati su fondo robbio (rosso)            | colonnello un doppio gallone rovesciato e tre galloncini rovesciati dorati                                               | colonnello un doppio gallone rovesciato e tre galloncini rovesciati dorati                                               | colonnello un doppio gallone rovesciato e tre galloncini rovesciati dorati                                               |
| tenente colonnello con funzioni del grado superiore un doppio gallone rovesciato, due galloncini rovesciati dorati ed un galloncino rovesciato dorato bordato di rosso | tenente colonnello con funzioni del grado superiore un doppio gallone rovesciato, due galloncini rovesciati dorati ed un galloncino rovesciato dorato bordato di rosso | tenente colonnello con funzioni del grado superiore un doppio gallone rovesciato, due galloncini rovesciati dorati ed un galloncino rovesciato dorato bordato di rosso | tenente colonnello con funzioni del grado superiore un doppio gallone rovesciato, due galloncini rovesciati dorati ed un galloncino rovesciato dorato bordato di rosso | tenente colonnello con incarichi del grado superiore un doppio gallone rovesciato, due galloncini rovesciati dorati ed un galloncino rovesciato brunito | tenente colonnello con incarichi del grado superiore un doppio gallone rovesciato, due galloncini rovesciati dorati ed un galloncino rovesciato brunito | tenente colonnello con incarichi del grado superiore un doppio gallone rovesciato, due galloncini rovesciati dorati ed un galloncino rovesciato brunito | tenente colonnello con incarichi del grado superiore un doppio gallone rovesciato, due galloncini rovesciati dorati ed un galloncino rovesciato brunito | tenente colonnello un doppio gallone rovesciato e due galloncini rovesciati dorati                                       | tenente colonnello un doppio gallone rovesciato e due galloncini rovesciati dorati                                       | tenente colonnello un doppio gallone rovesciato e due galloncini rovesciati dorati                                       | tenente colonnello un doppio gallone rovesciato e due galloncini rovesciati dorati                                       |
| maggiore con funzioni del grado superiore un doppio gallone rovesciato dorato ed un galloncino rovesciato dorato e bordato di rosso                                    | maggiore con funzioni del grado superiore un doppio gallone rovesciato dorato ed un galloncino rovesciato dorato e bordato di rosso                                    | maggiore con funzioni del grado superiore un doppio gallone rovesciato dorato ed un galloncino rovesciato dorato e bordato di rosso                                    | maggiore con funzioni del grado superiore un doppio gallone rovesciato dorato ed un galloncino rovesciato dorato e bordato di rosso                                    | maggiore con funzioni del grado superiore un doppio gallone rovesciato dorato ed un galloncino rovesciato dorato e bordato di rosso                     | maggiore con funzioni del grado superiore un doppio gallone rovesciato dorato ed un galloncino rovesciato dorato e bordato di rosso                     | maggiore un doppio gallone rovesciato ed un galloncino rovesciato dorati                                                                                | maggiore un doppio gallone rovesciato ed un galloncino rovesciato dorati                                                                                | maggiore un doppio gallone rovesciato ed un galloncino rovesciato dorati                                                 | maggiore un doppio gallone rovesciato ed un galloncino rovesciato dorati                                                 | maggiore un doppio gallone rovesciato ed un galloncino rovesciato dorati                                                 | maggiore un doppio gallone rovesciato ed un galloncino rovesciato dorati                                                 |
| Ufficiali inferiori | | | | | | | | | | | |
| capitano tre galloni rovesciati dorati | capitano tre galloni rovesciati dorati | capitano tre galloni rovesciati dorati | tenente comandante di reparto due galloni rovesciati dorati ed un gallone rovesciato brunito                                                                           | tenente comandante di reparto due galloni rovesciati dorati ed un gallone rovesciato brunito                                                            | tenente comandante di reparto due galloni rovesciati dorati ed un gallone rovesciato brunito                                                            | tenente due galloni rovesciati dorati | tenente due galloni rovesciati dorati | tenente due galloni rovesciati dorati                                                                                    | sottotenente un gallone rovesciato dorato                                                                                | sottotenente un gallone rovesciato dorato                                                                                | sottotenente un gallone rovesciato dorato                                                                                |
| Sottufficiali e truppa | | | | | | | | | | | |
| luogotenente i primo lugotenente un gallone rovesciato dorato screziato di nero su fondo robbio ed una stelletta dorata bordata di rosso                               | luogotenente i primo lugotenente un gallone rovesciato dorato screziato di nero su fondo robbio ed una stelletta dorata bordata di rosso                               | luogotenente i primo lugotenente un gallone rovesciato dorato screziato di nero su fondo robbio ed una stelletta dorata bordata di rosso                               | primo maresciallo un gallone rivesciato dorato screziato di nero su fondo robbio                                                                                       | primo maresciallo un gallone rivesciato dorato screziato di nero su fondo robbio                                                                        | primo maresciallo un gallone rivesciato dorato screziato di nero su fondo robbio                                                                        | tutti i sottufficiali un gallone rovesciato dorato screziato di nero                                                                                    | tutti i sottufficiali un gallone rovesciato dorato screziato di nero                                                                                    | tutti i sottufficiali un gallone rovesciato dorato screziato di nero                                                     | caporalmaggiore, caporale nessun distintivo di grado sul cappello                                                        | caporalmaggiore, caporale nessun distintivo di grado sul cappello                                                        | caporalmaggiore, caporale nessun distintivo di grado sul cappello                                                        |

### Le mostrine
Oltre ai fregi (ove previsti) sui vari copricapi, insegne specifiche sono le mostrine applicate sul colletto della giacca/camicia nell'uniforme ordinaria e di gala, caratterizzate dal campo verde delle specialità da montagna, a distinguere le specialità delle varie Armi e Specialità che compongono il Corpo degli Alpini:

## Nella cultura di massa

### L'alpino e il mulo
È durato 130 anni il sodalizio tra gli alpini e i muli, ma questi equini furono arruolati ancor prima degli alpini, perché già dal 1831 nell'esercito del Regno di Sardegna vennero costituite le prime batterie da montagna dotate di cannoni smontabili per il cui trasporto furono impiegati trentasei muli. Il loro scopo era quello di alleggerire il soldato dai peso che altrimenti avrebbe dovuto portare a spalla, e con il trascorrere del tempo l'importanza dei quadrupedi crebbe sempre di più.

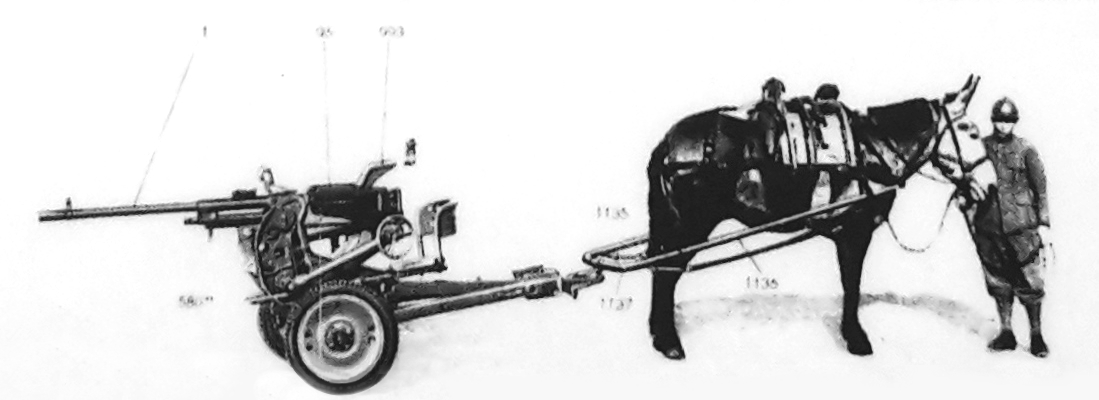
Breda mod.1935 trainato da un mulo, foto Museo storico degli alpini

Il legame tra l'alpino e il mulo si consolidò durante la Grande Guerra dove divenne fondamentale per trasportare le armi e il rifornimento logistico dei reparti in alta montagna. In breve tempo l'alpino e il mulo divennero nell'immaginario collettivo un binomio inscindibile, ed assieme agli alpini, i muli patirono la fame e il freddo durante le due guerre mondiali dove furono impegnati su tutti i fronti dove vennero utilizzate forze italiane. Anche nella seconda guerra mondiale il mulo fu protagonista se si pensa al suo impiego sul fronte greco e sovietico. Il Corpo d'armata alpino partito per la steppa sovietica, ad esempio, aveva in dotazione ben 4 800 muli che ebbero un ruolo fondamentale soprattutto durante la ritirata in Unione Sovietica.
(Giulio Bedeschi in Centomila gavette di ghiaccio)
Dal dopoguerra, per effetto della motorizzazione di praticamente tutti i reparti, è cominciato il declino nell'uso del mulo e negli ultimi anni di servizio i muli in dotazione in tutto l'esercito erano appena settecento. Il 7 settembre 1993 presso la caserma D'Angelo di Belluno, vennero venduti all'asta per ordine del Ministero della Difesa, gli ultimi ventiquattro muli in forza agli alpini.
Una rappresentazione di cosa fu il connubio tra l'alpino e il mulo è visibile presso il museo nazionale storico degli Alpini a Trento, dove si trova un piccolo "museo del mulo". Questo raccoglie materiale da maniscalco ed equipaggiamento relativo all'inseparabile compagno delle truppe alpine.

### Il motto
Il motto "Di qui non si passa" fu coniato dal generale Luigi Pelloux, primo ispettore generale degli alpini, che nell'ottobre 1888, in occasione di un banchetto ufficiale per la visita a Roma dell'imperatore di Germania, concluse un discorso sugli alpini dicendo:

### La preghiera dell'alpino
La preghiera, nella sua forma originale, fu scritta dal colonnello Gennaro Sora, allora comandante del battaglione alpini "Edolo", a Malga Pader, in Val Venosta, proprio per la sua unità. Questa prima versione conteneva degli espliciti riferimenti al Duce e al Re, che col tempo furono cancellati. Il vicario generale Monsignor Giuseppe Trossi il 21 ottobre 1949 comunicò il testo rivisto e adattato della preghiera, aggiungendo lo specifico riferimento alla Madonna degli Alpini. Questa preghiera doveva essere quindi recitata in sostituzione della Preghiera del Soldato al termine di ogni Santa Messa di precetto.
Nuovamente nel 1972 il cappellano militare capo del Servizio di Assistenza Spirituale del 4º Corpo d'armata alpino, Monsignor Pietro Parisio, previa autorizzazione del suo generale comandante il Monsignor Franco Parisio, ottenne dall'Arcivescovo Ordinario Militare, Monsignor Mario Schierano, alcune nuove piccole modifiche alla preghiera, in modo da adattarla nel modo migliore agli Alpini delle nuove generazioni. Il testo venne ulteriormente e leggermente modificato ed infine definitivamente approvato il 15 dicembre 1985.
Attorno alla metà degli anni novanta, il presidente dell'ANA Leonardo Caprioli ottenne dal Consiglio Direttivo Nazionale la possibilità che la preghiera possa essere recitata nella sua forma del 1949 quando siano presenti soltanto soci iscritti all'ANA, o nella sua forma del 1985, alla presenza di reparti alpini alle armi. Infine il 6 settembre 2007 l'Arcivescovo Ordinario Militare, Monsignor Vincenzo Pelvi, ha reinserito, nel testo modificato nel 1985 il riferimento alla «nostra millenaria civiltà cristiana». Quindi per gli alpini in servizio il passo «Rendici forti a difesa della nostra Patria e della nostra Bandiera» diventa «Rendici forti a difesa della nostra Patria, della nostra Bandiera, della nostra millenaria civiltà cristiana».

### L'inno
L'Inno degli Alpini è il Trentatré. Il motivo di questo nome non è chiaro; secondo alcune fonti deve il proprio nome perché era il 33º pezzo nel repertorio delle fanfare alpine dei primi reparti, secondo altre perché era in origine il motto del 33º reggimento artiglieria, all'epoca inquadrato nelle truppe alpine, altri infine fanno risalire questo nome alla metrica utilizzata per comporre il testo e la musica. Inoltre, esso è ispirato all'inno francese Les Fiers Alpins, testo scritto da D'Estel, con la musica di Travè:
Oh valore alpin! Difendi sempre la frontiera!
E là sul confin tien sempre alta la bandiera.
Sentinella all'erta per il suol nostro italiano
dove amor sorride e più benigno irradia il sol.
Là tra le selve ed i burroni, là tra le nebbie fredde e il gelo,
piantan con forza i lor picconi le vie rendon più brevi.
E quando il sole brucia e scalda le cime e le profondità,
il fiero Alpino scruta e guarda, pronto a dare il "Chi va là?"
Oh valore alpin!...»

## Nella letteratura

### Romanzi
- La penna del corvo bianco: Il romanzo racconta le battaglie alle quali presero parte gli Alpini durante la prima guerra mondiale sul fronte dell’Adamello. Quando l'ex capitano degli alpini Francesco Bianchi, sente il suo tempo giungere al termine, decide di intraprendere un viaggio a Carisolo in compagnia di sua moglie Margherita per raccontargli la storia di un informatore Austriaco, tale Christoph Berger. Il romanzo prende in esame le battaglie di Alpini e Kaiserjager sul fronte Adamellino e tratta temi come l’amore e la crudeltà della guerra ispirandosi a fatti realmente accaduti.
- Il piccolo alpino: Il romanzo racconta le disavventure di un orfano, Giacomino, che viene "adottato" dagli alpini e combatterà nelle trincee del Carso durante la prima guerra mondiale.
- Centomila gavette di ghiaccio: Romanzo autobiografico di Giulio Bedeschi composto all'indomani della seconda guerra mondiale. Racconta le vicende degli alpini inizialmente sul fronte greco-albanese, poi prende in esame la storia dei soldati italiani inviati sul fronte russo e della drammatica ritirata.
- Il sergente nella neve: Romanzo autobiografico di Mario Rigoni Stern composto all'indomani della seconda guerra mondiale. Racconta le vicende degli Alpini nell'ultima battaglia sul Don e la drammatica ritirata sul fronte russo.

### Libri storici
- Conquista dell'Adamello. Il diario del Capitano Nino Calvi: A metà strada tra un diario e una relazione tecnica curato da Marco Cimmino, esso prende in esame le vicende trascritte dal capitano Nino Calvi degli alpini durante la prima guerra mondiale tra i ghiacciai dell'Adamello.
- I diavoli dell'Adamello: Il libro di Luciano Viazzi riporta diversi episodi successi agli alpini tra i ghiacciai dell'Ortles e dell'Adamello durante la prima guerra mondiale.

### Opere autobiografiche
- Giulio Bedeschi, Centomila gavette di ghiaccio, Milano, Mursia, 1963,  p. 438, ISBN 978-88-425-3868-4.
- Giulio Bedeschi, Il Natale degli Alpini, Milano, Mursia,  p. 162, ISBN 978-88-425-3194-4.
- Franco Brunello, Le parole degli alpini, Milano, Rossato, 1987,  p. 272, ISBN 88-8130-022-2.
- Enrico Camanni, La guerra di Joseph, Torino, Cda&Vivalda, 2004, ISBN 88-7808-137-X.
- Alfio Caruso, Tutti i vivi all'assalto, Milano, Longanesi, 2003,  p. 392, ISBN 978-88-502-0912-5.
- Carlo Chiavazza, Scritto sulla neve, Reggio Emilia, Città armoniosa, 1980,  p. 127, ISBN 88-7001-106-2.
- Eugenio Corti, I più non ritornano, Diario di ventotto giorni in una sacca sul fronte russo (inverno 1942-43), Ugo Mursia editore,  p. 264, ISBN 9788842532361.
- Irnerio Forni, Alpini garibaldini. Ricordi di un medico nel Montenegro dopo l'8 settembre, Milano, Mursia, 1992,  p. 208, ISBN 88-425-1155-2.
- Carlo Emilio Gadda, Giornale di guerra e di prigionia, Milano, Garzanti, 2002.
- Giorgio Gazza, Urla di vittoria nella steppa: fronte russo 1943, gli alpini del Val Chiese a Scheljakino, Malajewka w Arnautowo, Milano, Mursia, 1996,  p. 134, ISBN 88-425-2103-5.
- Giovanni Punzo, Dobro. Storie balcaniche, Sommacampagna (VR), Cierre, 2012, pp. 214, con prefazione di Fabio Mini, ISBN 978-88-8314-671-8.
- Nuto Revelli, La strada del davai, Torino, Einaudi, 1980,  p. 601.
- Mario Rigoni Stern, Il sergente nella neve, Ritorno sul Don, Torino, Einaudi, 1991, ISBN 88-06-17732-X.
- Paolo Volpato, Ortigara: calvario degli alpini, Bassano del Grappa (VI), Itinera progetti, c2004, ISBN 88-88542-12-4.
- Paolo Monelli, Le Scarpe al sole, cronaca di gaie e di tristi avventure di alpini di muli e di vino, Bologna, L. Cappelli editore, 1921.